# الهبوط على القمر

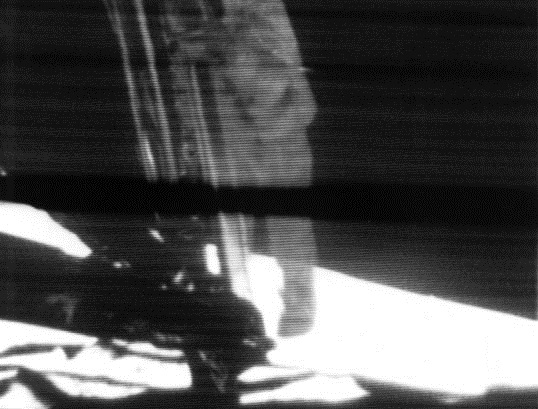
لقطة ثابتة من بث فيديو، القطت قبل لحظات من أن يصبح نيل أرمسترونج أول إنسان يطأ سطح القمر، في الساعة 02:56 بالتوقيت العالمي المنسق في 22 يوليو 1969. شاهد ما يقدر بنحو 500 مليون شخص حول العالم هذا الحدث، وهو أكبر جمهور تلفزيوني لـ بث مباشر في ذلك الوقت.

الهبوط على سطح القمر يعني وصول مركبة فضائية إلى سطح القمر وهذا يشمل البعثات المأهولة وغير المأهولة (الروبوتية) على حد سواء. تُعتبر المركبة الفضائية لونا 2 التابعة للاتحاد السوفيتي هي أول مركبة فضائية من صُنع الإنسان تصل إلى سطح القمر وذلك في 13 سبتمبر 1959م.
كانت بعثة أبولو 11 التابعة للولايات المتحدة هي أول مهمة مأهولة تهبط على سطح القمر في 20 يوليو 1969م. كانت هناك ست حالات هبوط مأهول نفذتها الولايات المتحدة (بين عامي 1969 و1972م) والعديد من حالات الهبوط غير المأهولة وعلى الرغم من أنه لم تحدث أي حالة هبوط بسهولة منذ 1976م.
الولايات المتحدة هي الدولة الوحيدة التي نجحت في إجراء مهمات مأهولة إلى القمر، وكانت آخر رحلة غادرت سطح القمر في ديسمبر 1972. وجرت جميع عمليات الهبوط الناعم على الجانب القريب من القمر  حتى 3 يناير 2019، عندما نجحت المركبة الفضائية الصينية  تشانغ-4  بأول هبوط على  الجانب البعيد من القمر .

## الهبوط على سطح القمر

### الرحلات غير المأهولة
أرسلت عدة دول العديد من المركبات الفضائية إلى سطح القمر، حيث قام الاتحاد السوفيتي بإجراء أول هبوط له على سطح القمر في عام 1959م، من خلال هبوط المركبة الفضائية لونا 2 بسرعة عالية على سطح القمر، وهو إنجاز تكرر في عام 1962م، من قِبل الأمريكيين من خلال المركبة الفضائية رينجر 4. خلال فترة الحرب الباردة. كان السباق للوصول إلى سطح القمر أولاً مع الحصول على قدرات خاصة أحد أبرز مظاهر سباق الفضاء.
وأنزلت دول أخرى مؤخرًا مركبات فضائية على سطح القمر بسرعات تبلغ حوالي (8,000 كم/ساعة) غالبًا في مواقع دقيقة ومخطط لها. وغالباً كانت مركبات مدارية قمرية في نهاية أعمارها الافتراضية، نظراً لأن قِدم النظام لم يعد قادرًا على التغلب على الاختلالات الصادرة عن تركيز الكتلة للحفاظ على مدارها. وهبطت المركبة المدارية القمرية اليابانية هايتن على سطح القمر في 10 إبريل 1993م. وأجرت وكالة الفضاء الأوروبية عملية هبوط خاضعة للتحكم مع المركبة المدارية الخاصة بها سمارت-1 في 3 سبتمبر 2006م.

وأجرت وكالة الفضاء الهندية اي اس ار او عملية هبوط خاضعة للتحكم باستخدام مسبار «ام أي بي» في 14 نوفمبر 2008م، وبرز مسبار "MIP" باعتباره مسبارًا مقذوفًا من المركبة المدارية القمرية الهندية شاندرايان 1 وبإجراء تجارب استشعار عن بعد أثناء هبوطه على سطح القمر. وقد فُقد الاتصال اللاسلكي مع المركبة Chadrayaan-1 وكان من المتوقع أن تهبط أيضًا على سطح القمر في أواخر 2011م أو أوائل 2012م. وفي الآونة الأخيرة، أجرت المركبة المدارية القمرية الصينية تشانغ آه-1 عملية هبوط خاضعة للتحكم على سطح القمر في 1 مارس 2009م.

مواقع جميع حالات الهبوط الناجحة على القمر حتى الآن. التواريخ هي تواريخ الهبوط بالتوقيت العالمي المنسق.

فقط ثماني عشرة مركب فضائية استخدمت صواريخ كابحة للحفاظ على هبوطها على سطح القمر وإجراء عمليات علمية على سطح القمر - ست من هذه المركبات كانت مأهولة بينما اثنتا عشرة منها كانت مزودة بروبوتات، وقد أُطْلِقت جميع المركبات إما من قِبل السوفييت أو الأمريكيين خلال الفترة ما بين عامي 1966 و1976م.[بحاجة لمصدر] وأنجز الاتحاد السوفيتي أول عملية هبوط لين له والتقط الصور الأولى من سطح القمر باستخدام كاميرات مخصصة لمقاومة الصدمات خلال بعثتي لونا 9 ولونا 13. ثم تبعهم الأمريكيون بخمس بعثات للهبوط اللين ضمن سيرفيور وست بعثات مأهولة ضمن برنامج أبولو.
وعقب عمليات الهبوط المزودة ببشر ضمن برنامج أبولو التي قام بها الأمريكان، أنجز الاتحاد السوفيتي لاحقًا مهام لإعادة عينات من تربة القمر عبر عمليات الهبوط للمركبات الفضائية غير المأهولة لونا 16 ولونا 20 ولونا 24 على سطح القمر؛ وكانت مهام مركبة الفضاء لونا 17 ومركبة الفضاء لونا 21 من المهام الناجحة غير المأهولة. علاوة على ذلك، مهمة لونا 23 السوفيتية، التي هبطت بنجاح ولكن فشلت أجهزتها العلمية، أو سيرفيور 4 الأمريكية، التي فُقد الاتصال اللاسلكي بها تمامًا فقط قبل لحظات من عملية الهبوط اللين الآلي.
وفي 19 يناير 2024 نجح المسبار الفضائي الياباني "سليم" SLIM، في محاولته الهبوط على سطح القمر بدقة غير مسبوقة، وفق ما أعلنت وكالة الفضاء اليابانية جاكسا.

### الرحلات المأهولة
نجح حتى اليوم اثني عشر شخصا بالهبوط على سطح القمر، محققين هذا الإنجاز من خلال سلسلة من ست بعثات ناسا على مدى 41 شهرًا، بدءًا من 20 يوليو 1969، مع نيل أرمسترونج وباز ألدرين على متن أبولو 11، وانتهاءً في 14 ديسمبر 1972 مع جين سيرنان وهاريسون شميت من أبولو 17. يعتبر سيرنان هو آخر شخص ينزل عن سطح القمر.
تضمنت كل مهمة من مهمات أبولو القمرية اثنين من رواد الفضاء الأمريكيين يتنقلان في الوحدة القمرية، بينما ظل فرد ثالث من أفراد الطاقم على متن وحدة القيادة. ومن الجدير بالذكر أن المهمات الثلاث الأخيرة جُهِزَت بمركبة قمرية قابلة للقيادة، تُعرف باسم المركبة القمرية الجوالة، مما يعزز قدرة رواد الفضاء على التنقل على سطح القمر.

## الخلفية العلمية

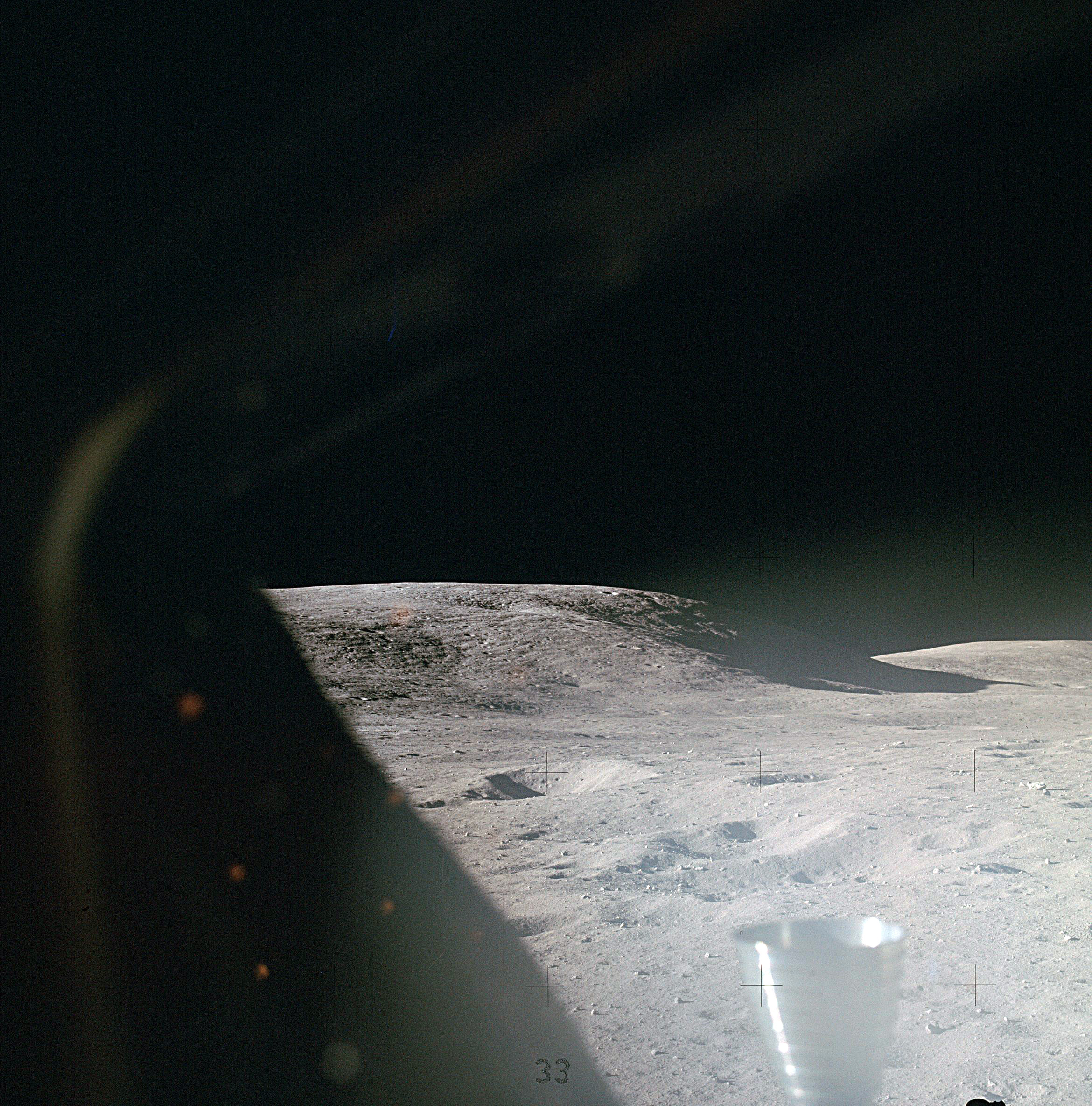
مشهد من خلال نافذة الوحدة القمرية أوريون بعد وقت قصير من هبوط أبولو 16.

من أجل الذهاب إلى القمر، يتعين على المركبة الفضائية أولاً أن تخرج من مجال الجاذبية الخاص بالأرض، والسبيل العملي الوحيد لتحقيق هذا هو باستخدام صاروخ، وعلى عكس المركبات المحمولة جوًا الأخرى مثل المناطيد أو الطائرات النفاثة، فإن الصاروخ عبارة عن شكل معروف من أشكال الدفع الذي يمكنه الإستمرار في زيادة سرعته على إرتفاعات عالية في الفضاء خارج الغلاف الجوي للأرض.
وعند الاقتراب من القمر المستهدف، ستنجذب المركبة الفضائية بصورة أقرب إلى سطح القمر بسرعات متزايدة بسبب الجاذبية، ومن أجل الهبوط السليم، يجب أن تكون المركبة الفضائية إما مجهزة لمقاومة صدمات «الهبوط القاسي» لأقل من (160 كم/ساعة) 100 ميل/ساعة (غير ممكن في حالة وجود بشر)، أو يجب أن تتباطأ على نحو كافٍ بالنسبة «للهبوط السهل» بسرعة ضئيلة عند التلامس، وقد فشلت المحاولات الثلاث الأولى من قِبل الأمريكيين للقيام بهبوط صعب ناجح على سطح القمر باستخدام حزمة مقياس زلازل مجهزة لتحمل الصدمات في عام 1962م.
حقق السوفييت إنجازًا مهمًا للهبوط الصعب على سطح القمر باستخدام كاميرا مجهزة لتحمل الصدمات في عام 1966م، وعقب ذلك بشهور فقط كان أول هبوط سهل على سطح القمر بدون بشر من قبل الأمريكيون. وتعادل سرعة الإفلات للقمر المستهدف تقريبًا سرعة الهبوط التصادمي على سطحه، وبالتالي فإنها تكون إجمالي السرعة التي يجب أن تحدث من قوة الجاذبية للقمر المستهدف بالنسبة للهبوط السهل. وبالنسبة لقمر الأرض، فإن هذا الرقم هو 2.38 كم/ثانية (1.48 ميل/ثانية).

وعادة ما يحصل هذا التغير في السرعة (المشار إليها باسم دلتا v) بواسطة أحد صواريخ الهبوط، الذي يجب حمله إلى الفضاء بواسطة مركبة الإطلاق الأصلية كجزء من المركبة الفضائية بشكل عام، ويُستثنى من ذلك الهبوط السهل على سطح القمر على تيتان الذي أجري من قِبل مسبار هايجنز في عام 2005م، باعتباره القمر الوحيد الذي لديه غلاف جوي، يمكن إنجاز عمليات الهبوط على قمر تيتان باستخدام تقنيات الدخول إلى الغلاف الجوي التي عادة ما تكون أخف وزنًا من الصاروخ الذي يتمتع بنفس القدرات.

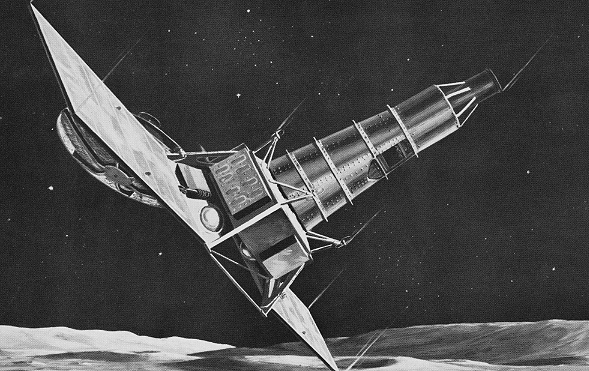
رسم تصويري من قِبل أحد الفنانين للمركبة الفضائية رينجر قبيل الهبوط مباشرة

نجح السوفييت في القيام بأول هبوط اضطراري على سطح القمر في عام 1959م. وقد تحدث حالات الهبوط الاضطراري  بسبب وجود خلل في المركبة الفضائية أو يمكن الترتيب لها عمدًا للمركبات التي ليس لديها صاروخ هبوط على متنها. كانت هناك العديد من التصادمات على سطح القمر، وغالبًا ما يتحكم في مسار رحلتها للتصادم في مواقع دقيقة على سطح القمر. على سبيل المثال، خلال برنامج أبولو، اصطدمت المرحلة الثالثة من إس 4 بي صاروخ القمر ساتورن 5 وكذلك مرحلة الصعود لكبسولة الهبوط على سطح القمر عمدًا بالقمر عدة مرات لتوفير قياس الصدمات باعتبارها زلزالا قمريا على أجهزة قياس الزلازل التي تُركت على سطح القمر. ومثل هذه الصدمات كانت مفيدة في رسم خرائط البنية الداخلية للقمر.
وللعودة إلى الأرض، يتعين التغلب على سرعة الإفلات من القمر حتى يتسنى للمركبة الفضائية الإفلات من حقل الجاذبية الخاص بالقمر. ويجب استخدام الصواريخ لمغادرة القمر والعودة إلى الفضاء. وعند الوصول إلى الأرض، تُستخدم تقنيات الدخول إلى المجال الجوي لامتصاص الطاقة الحركية للمركبة الفضائية العائدة وتقليل سرعتها للهبوط الآمن.[بحاجة لمصدر] وهذه الوظائف تعقد بشكل كبير مهمة الهبوط على القمر وتؤدي إلى العديد من الاعتبارات التشغيلية الإضافية. ويجب أولاً حمل صاروخ مغادرة القمر إلى سطح القمر عن طريق صاروخ الهبوط على سطح القمر، وهو الأمر الذي يزيد من الحجم المطلوب لصاروخ الهبوط على سطح القمر. ويتعين في المقابل رفع صاروخ مغادرة القمر وصاروخ الهبوط على سطح القمر الأكبر حجمًا وأي معدات لدخول الغلاف الجوي للأرض مثل الدروع الحرارية والمظلات بواسطة مركبة الإطلاق الأصلية، الأمر الذي يزيد بشكل كبير من حجمها إلى درجة كبيرة ومانعة تقريبًا. وهذا يتطلب تحقيق الاستفادة المثلى من تحجيم المراحل في مركبة الإطلاق وكذلك النظر في استخدام ملتقى الفضاء بين مركبات فضائية متعددة.[بحاجة لمصدر]

## خلفية سياسية
من الصعب فهم الجهود المكثفة والمكلفة التي كُرست في عقد الستينيات لتحقيق أول هبوط على سطح القمر دون بشر ثم في نهاية المطاف كان أول هبوط بشري على سطح القمر في الحالات العادية، ولكنه يصبح أكثر سهولة على الفهم في السياق السياسي لحقبته التاريخية. وكانت احداث الحرب العالمية الثانية التي راح ضحيتها 60 مليون شخص، نصفهم من السوفييت، أمرًا لا يُنسى في ذاكرة جميع البالغين. ففي عقد الأربعينيات، قدمت الحرب العديد من الابتكارات الجديدة والمميتة بما في ذلك الهجمات المباغتة عل غرار الحرب الخاطفة التي استخدمت في غزو بولندا وفي الهجوم على بيرل هاربور؛ وصاروخ V-2، وهو صاروخ بالستي الذي قتل الآلاف في لندن وأنتويرب؛ والقنبلة الذرية، التي قتلت مئات الآلاف في التفجيرات الذرية على هيروشيما وناجازاكي. وفي عقد الخمسينيات، تصاعد التوتر بين القوتين العظميين المتعارضتين إيديولوجيًا وهما الولايات المتحدة والاتحاد السوفيتي اللتين خرجتا من الصراع كمنتصرتين، لا سميا بعد تطوير كل منهما القنبلة الهيدروجينية.

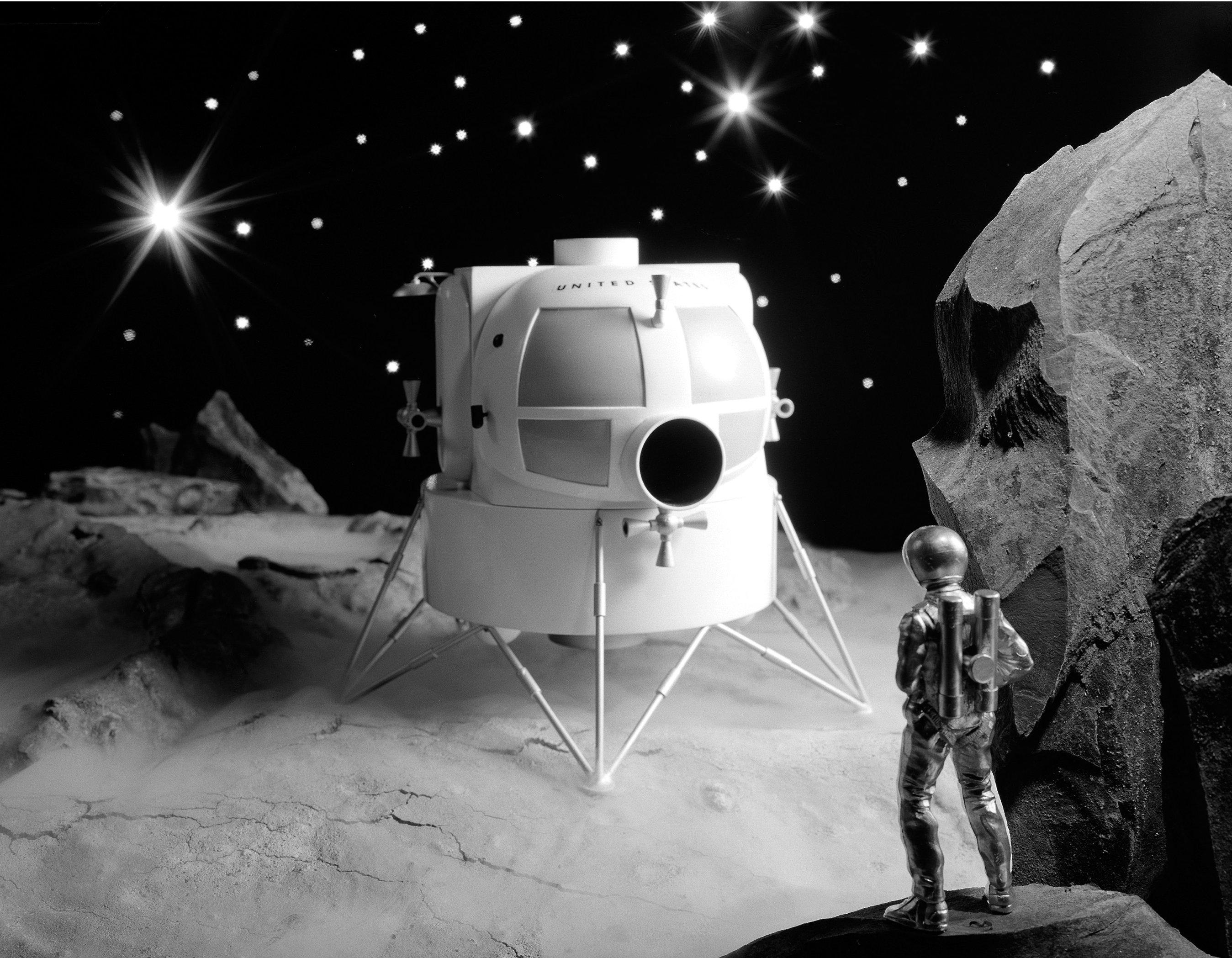
نموذج عام 1963 كبسولة أبولو للصعود إلى القمر

في 4 أكتوبر 1957م، أطلق سبوتنيك 1 كأول قمر صناعي يدور حول الأرض، الأمر الذي أطلق بالتالي شرارة بدء سباق الفضاء. وكان هذا الحدث غير المتوقع بمثابة محل فخر للسوفييت وصدمة للأمريكيين، الذين بات من المحتمل الآن تعرضهم لهجوم مباغت بصواريخ روسية ذات رؤوس نووية في أقل من 30 دقيقة.[بحاجة لمصدر] كذلك، كان يُنظر على نطاق واسع إلى الصفير الثابت للمنارة اللاسلكية الموجودة على متن القمر الصناعي سبوتنيك 1 الذي كان يمر كل 96 دقيقة على كلا الجانبين [بحاجة لمصدر] على أنه دعاية فعالة إلى دول العالم الثالث تدل على التفوق التكنولوجي للنظام السياسي السوفيتي مقارنة بالنظام السياسي الأمريكي. وقد تعزز هذا التصور بسلسلة من الإنجازات السوفيتية لاحقًا في مجال الفضاء. ففي عام 1959م، أُسْتُخْدِمَ الصاروخ R-7 لإطلاق أول إفلات من الجاذبية الأرضية للدخول في المدار الشمسي، وتحقيق أول هبوط صعب على سطح القمر والتقاط أول صور فوتوغرافية للجانب البعيد من القمر الذي لم يُر من قبل. وتمت هذه المهام باستخدام المركبة الفضائية لونا 1 ولونا 2 ولونا 3.
وكان الرد الأمريكي على هذه الإنجازات السوفيتية هو تسريع وتيرة مشروعات الفضاء والصواريخ العسكرية التي كانت موجودة مسبقًا بشكل كبير وإنشاء وكالة فضاء مدنية ناسا. وبدأت الجهود العسكرية لتطوير وإنتاج كميات هائلة من الصواريخ البالستية العابرة للقارات (صاروخ باليستي عابر للقارات) التي من شأنها سد ما يُسمى بثغرة الصواريخ وتمكين سياسة الردع للحرب النووية مع السوفييت المعروفة باسم التدمير المتبادل المؤكد أو MAD. وتمت إتاحة هذه الصواريخ المطورة حديثًا للمدنيين العاملين بوكالة ناسا الفضائية لاستخدامها في مشروعات عديدة (التي ستكون لها فائدة إضافية تتمثل في إثبات دقة الحمولة والتوجيه ومصداقية الصواريخ البالستية العابرة للقارات الأمريكية مقارنة بالسوفيتية).
وفي حين أن وكالة ناسا أكدت على الاستخدامات السلمية والعلمية لتلك الصواريخ، إلا أن استخدامها في مختلف جهود استكشاف القمر كان ينطوي على هدف ثانوي يتمثل في اختبار الصواريخ ذاتها اختبارًا واقعيًا وموجهًا نحو أهداف معينة وتطوير البنية الأساسية المرتبطة بها،[بحاجة لمصدر] تمامًا كما كان يفعل السوفييت مع الصاروخ R-7. وضيق الجداول الزمنية والأهداف السامية التي حددتها ناسا لاستكشاف القمر كان أيضًا أحد العناصر التي لا ريب فيها لخلق دعاية مضادة لإظهار للدول الأخرى أن البراعة التكنولوجية الأمريكية كانت تعادل بل وتتفوق على نظيرتها السوفيتية.

## البعثات القمرية السوفيتية المبكرة غير المأهولة (1958-1966)
عقب انهيار الاتحاد السوفيتي في عام 1991م، كشف عن سجلات تاريخية للسماح بإجراء محاسبة حقيقية للجهود السوفيتية لاستكشاف القمر وعلى عكس التقاليد الأمريكية المتمثلة في تعيين اسم معين للمهمة قبل الإطلاق، كان السوفييت يعينون رقمًا عامًا لمهمة «لونا» فقط إذا أدت عملية الإطلاق إلى خروج المركبة الفضائية من مدار الأرض. وكان للسياسة أثر في إخفاء إخفاقات السوفييت بشأن الصور التي التقطت للقمر عن الرأي العام. إذا فشلت المحاولة في مدار الأرض قبل المغادرة إلى القمر، كان في كثير من الأحيان (وليس دائمًا) يُعطى لها رقم مهمة لمدار الأرض باستخدام القمر الصناعي «سبوتنيك» أو «كوزموس» لإخفاء الغرض منها. ولم يفصح إطلاقًا عن الانفجارات التي تحدث في عمليات الإطلاق.
| بعثة اتحاد الجمهوريات السوفيتية الاشتراكية | الكتلة (كج) | مركبة الإطلاق   | تم الإطلاق     | هدف المهمة                | نتيجة المهمة                                                                                               |
| ------------------------------------------ | ----------- | --------------- | -------------- | ------------------------- | --- |
|                                            |             | سيميوركا – 8K72 | 23 سبتمبر 1958 | الهبوط على سطح القمر      | فشل – عطل في التقوية عند T+ 93 s                                                                           |
|                                            |             | سيميوركا – 8K72 | 12 أكتوبر 1958 | الهبوط على سطح القمر      | فشل – عطل في التقوية عند T+ 104 s                                                                          |
|                                            |             | سيميوركا – 8K72 | 4 ديسمبر 1958  | الهبوط على سطح القمر      | فشل – عطل في التقوية عند T+ 254 s                                                                          |
| لونا-1                                     | 361         | سيميوركا – 8K72 | 2 يناير 1959   | الهبوط على سطح القمر      | نجاح جزئي – أول مركبة فضائية تصل إلى سرعة الإفلات، والتحليق إلى ما وراء القمر، والمدار الشمسي؛ فقدان القمر |
|                                            |             | سيميوركا – 8K72 | 18 يوليو 1959  | الهبوط على سطح القمر      | فشل – عطل في التقوية عند T+ 153 s                                                                          |
| لونا2-                                     | 390         | سيميوركا – 8K72 | 12 سبتمبر 1959 | الهبوط على سطح القمر      | نجاح – أول هبوط على سطح القمر                                                                              |
| لونا3-                                     | 270         | سيميوركا – 8K72 | 4 أكتوبر 1959  | التحليق إلى ما وراء القمر | نجاح – الصور الفوتوغرافية الأولى للجانب الآخر من القمر                                                     |
|                                            |             | سيميوركا – 8K72 | 15 إبريل 1960  | التحليق إلى ما وراء القمر | فشل – عطل في التقوية، إخفاق في الوصول إلى مدار الأرض                                                       |
|                                            |             | سيميوركا – 8K72 | 16 إبريل 1960  | التحليق إلى ما وراء القمر | فشل – عطل في التقوية عند T+ 1 s                                                                            |
| سبوتنيك-25                                 |             | سيميوركا – 8K78 | 4 يناير 1963   | الهبوط على سطح القمر      | فشل – الجنوح في مدار الأرض المنخفض                                                                         |
|                                            |             | سيميوركا – 8K78 | 3 فبراير 1963  | الهبوط على سطح القمر      | فشل – عطل في التقوية عند T+ 105 s                                                                          |
| لونا4-                                     | 1422        | سيميوركا – 8K78 | 2 إبريل 1963   | الهبوط على سطح القمر      | فشل – التحليق إلى ما بعد القمر بسرعة 5,000 ميل (8,000 كم)                                                  |
|                                            |             | سيميوركا – 8K78 | 21 مارس 1964   | الهبوط على سطح القمر      | فشل – عطل في التقوية، إخفاق في الوصول إلى مدار الأرض                                                       |
|                                            |             | سيميوركا – 8K78 | 20 إبريل 1964  | الهبوط على سطح القمر      | فشل – عطل في التقوية، إخفاق في الوصول إلى مدار الأرض                                                       |
| كوزموس-60                                  |             | سيميوركا – 8K78 | 12 مارس 1965   | الهبوط على سطح القمر      | فشل – الجنوح في مدار الأرض المنخفض                                                                         |
|                                            |             | سيميوركا – 8K78 | 10 إبريل 1965  | الهبوط على سطح القمر      | فشل – عطل في التقوية، إخفاق في الوصول إلى مدار الأرض                                                       |
| لونا5-                                     | 1475        | سيميوركا – 8K78 | 9 مايو 1965    | الهبوط على سطح القمر      | فشل – الهبوط على سطح القمر                                                                                 |
| لونا6-                                     | 1440        | سيميوركا – 8K78 | 8 يوليو 1965   | الهبوط على سطح القمر      | فشل – التحليق إلى ما بعد القمر بسرعة 100,000 ميل (160,000 كم)                                              |
| لونا7-                                     | 1504        | سيميوركا – 8K78 | 4 أكتوبر 1965  | الهبوط على سطح القمر      | فشل – الهبوط على سطح القمر                                                                                 |
| لونا8-                                     | 1550        | سيميوركا – 8K78 | 3 ديسمبر 1965  | الهبوط على سطح القمر      | فشل – الهبوط على القمر أثناء محاولة الهبوط                                                                 |

## البعثات القمرية الأمريكية المبكرة غير المأهولة (1958-1965)
على النقيض من الانتصارات السوفيتية في مجال استكشاف القمر في عام 1959م، فقد استعصى النجاح على الجهود الأمريكية الأولى للوصول إلى القمر من خلال برامج بايونير وبرامج رينجر. فقد فشلت خمس عشرة مهمة أمريكية إلى القمر بدون آدميين على مدى ست سنوات من عام 1958 إلى 1964م في إنجاز مهام التصوير الفوتوغرافي الأساسية؛ ومع ذلك، نجحت المركبات الفضائية رينجر 4 و6 في تكرار الهبوط على القمر الذي نجح فيه السوفييت كجزء من مهامهم الثانوية.
وتضمنت حالات الفشل ثلاث محاولات أمريكية في عام 1962م لإنزال حزم صغيرة لأجهزة قياس الزلازل تم إطلاقها من قِبل المركبة الفضائية الرئيسية رينجر. وكان الغرض من هذه الحزم السطحية هو استخدام صواريخ كابحة للحفاظ على عملية الهبوط، بعكس المركبة الرئيسية، التي صُمِّمَت للاصطدام عمدًا بالسطح. ونجحت آخر ثلاث مسابر للمركبة الفضائية رينجر في إنجاز مهام تصويرية ل استطلاع القمر بارتفاعات شاهقة خلال التصادم المتعمد بين 2.62 و 2.68 كيلومتر في الثانية (9,400 و 9,600 كم/س) 
| بعثة الولايات المتحدة | الكتلة (كج) | مركبة الإطلاق | تم الإطلاق     | هدف المهمة                | نتيجة المهمة |
| --------------------- | ----------- | ------------- | -------------- | ------------------------- | --- |
| بايونير 0             | 38          | ثور-آبل       | 17 أغسطس 1958  | مدار القمر                | فشل – انفجار خلال المرحلة الأولى من الإطلاق؛ تم تدمير المركبة |
| بايونير 1             | 34          | ثور-آبل       | 11 أكتوبر 1958 | مدار القمر                | الفشل – خطأ في البرمجيات؛ إعادة الدخول |
| بايونير 2             | 39          | ثور-آبل       | 8 نوفمبر 1958  | مدار القمر                | فشل – خلل في المرحلة الثالثة؛ إعادة الدخول |
| بايونير 3             | 6           | جونو          | 6 ديسمبر 1958  | التحليق إلى ما وراء القمر | فشل – خلل في المرحلة الثالثة؛ إعادة الدخول |
| بايونير 4             | 6           | جونو          | 3 مارس 1959    | التحليق إلى ما وراء القمر | نجاح جزئي – أول مركبة أمريكية تصل إلى سرعة الإفلات، التحليق إلى ما وراء القمر بمسافة بعيدة للغاية جعل من الصعب عندها التقاط صور فوتوغرافية بسبب خطأ في تحديد الهدف؛ مدار شمسي |
| بايونير P-1           | 168         | أطلس-آبل      | 24 سبتمبر 1959 | مدار القمر                | فشل – انفجار المنصة؛ تم تدمير المركبة |
| بايونير P3-           | 168         | أتلاس-آبل     | 29 نوفمبر 1959 | مدار القمر                | فشل – وقاء الحمولة؛ تم التدمير |
| بايونير P30-          | 175         | أتلاس-آبل     | 25 سبتمبر 1960 | مدار القمر                | فشل – انحراف في المرحلة الثانية؛ إعادة الدخول |
| بايونير P31-          | 175         | أتلاس-آبل     | 15 ديسمبر 1960 | مدار القمر                | فشل – انفجار خلال المرحلة الأولى من الإطلاق؛ تم تدمير المركبة |
| رينجر 1               | 306         | أطلس – أجينا  | 23 أغسطس 1961  | اختبار النموذج الأولي     | فشل – انحراف في المرحلة العلوية؛ إعادة الدخول |
| رينجر 2               | 304         | أطلس – أجينا  | 18 نوفمبر 1961 | اختبار النموذج الأولي     | فشل – انحراف في المرحلة العلوية؛ إعادة الدخول |
| رينجر 3               | 330         | أطلس – أجينا  | 26 يناير 1962  | الهبوط على سطح القمر      | فشل – توجيه التقوية؛ المدار الشمسي |
| رينجر 4               | 331         | أطلس – أجينا  | 23 إبريل 1962  | الهبوط على سطح القمر      | نجاح جزئي – أول مركبة فضائية أمريكية تصل إلى جرم سماوي آخر؛ لم تتم إعادة أي صور فوتوغرافية                                                                                    |
| رينجر 5               | 342         | أطلس – أجينا  | 18 أكتوبر 1962 | الهبوط على سطح القمر      | فشل – طاقة المركبة الفضائية؛ المدار الشمسي |
| رينجر 6               | 367         | أطلس – أجينا  | 30 يناير 1964  | الهبوط على سطح القمر      | فشل – كاميرا المركبة الفضائية؛ تأثير التصادم |
| رينجر 7               | 367         | أطلس – أجينا  | 28 يوليو 1964  | الهبوط على سطح القمر      | نجاح – إعادة 4308 صور فوتوغرافية، أثر التصادم |
| رينجر 8               | 367         | أطلس – أجينا  | 17 فبراير 1965 | الهبوط على سطح القمر      | نجاح – إعادة 7137 صورة فوتوغرافية، أثر التصادم |
| رينجر 9               | 367         | أطلس – أجينا  | 21 مارس 1965   | الهبوط على سطح القمر      | نجاح – إعادة 5814 صورة فوتوغرافية، أثر التصادم |

### مهام مركبة بايونير الفضائية

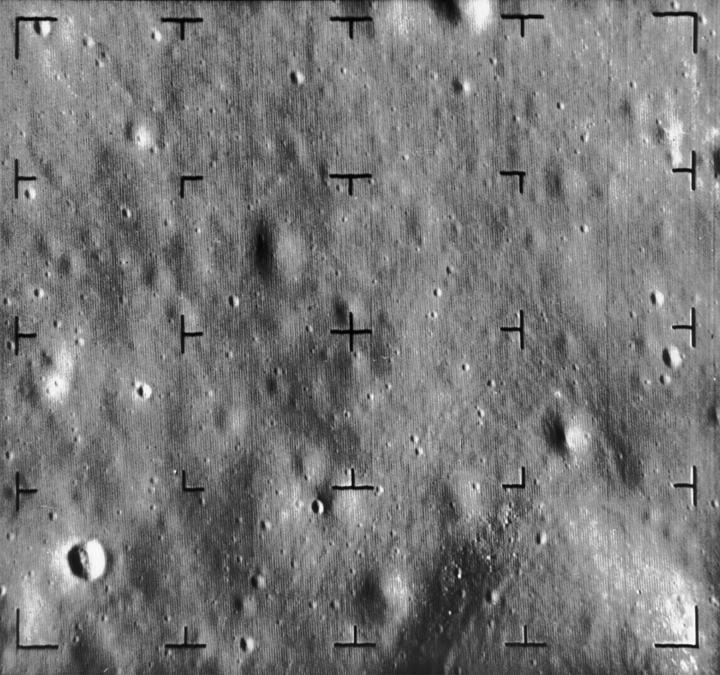
واحدة من الصور الأخيرة للقمر التي تم إرسالها من قِبل المركبة الفضائية رينجر-8 قبيل الهبوط.

نقلت ثلاثة تصاميم مختلفة من مسابر بايونير لاستكشاف القمر باستخدام ثلاثة صواريخ بالستية عابرة للقارات. المسابر التي تم نقلها على أداة الدعم PGM-17 Thor المعدلة بالمرحلة العلوية من آبل حملت نظامًا تلفزيونيا لإجراء المسح الضوئي للصور بالأشعة تحت الحمراء بدقة تبلغ 1 ميللي راديان لدراسة سطح القمر، وغرفة تأيين لقياس الإشعاعات في الفضاء، ومجموعة قياس الموجات الصوتية/مكبر الصوت لاكتشاف الجسيمات النيزكية الدقيقة، ومقياس المغناطيسية، وأجهزة مقاومة درجات الحرارة المتغيرة لرصد الظروف الحرارية الداخلية للمركبة الفضائية.
أولى هذه الرحلات، التي تمت إدارتها من قِبل القوات الجوية للولايات المتحدة، انفجرت أثناء الانطلاق، ؛ بينما تُركت إدارة جميع رحلات بايونير اللاحقة إلى القمر لوكالة ناسا. وعادت الرحلتان التاليتان إلى كوكب الأرض واحترقتا عند دخولهما مرة أخرى في الغلاف الجوي بعدما كانتا قد حققتا ارتفاعات قصوى تبلغ حوالي 70000 و900 ميل (1,400 كـم)، أقل بكثير من 250,000 ميل (400,000 كـم) اللازمة لبلوغ المناطق القريبة من سطح القمر.
وبعد ذلك تعاونت وكالة ناسا مع وكالة الصواريخ البالستية التابعة لوكالة الصواريخ البالستية لإرسال مسبارين صغيرين للغاية على شكل مخروطي على متن الصاروخ البالستي العابر للقارات جونو، تحمل فقط خلايا ضوئية والتي سيتم تشغيلها بضوء القمر وبيئة الإشعاع القمري باستخدام الكاشف أنبوب جيجر-مولر. وقد بلغ المسبار الأول ارتفاعًا حوالي 64,000 ميل (103,000 كـم) فقط، وجمع مصادفةً بيانات أكدت وجود أحزمة فان ألن الإشعاعية قبل إعادة الدخول إلى الغلاف الجوي للأرض. والمسبار الثاني مر بجوار القمر على مسافة تزيد على 37,000 ميل (60,000 كـم)، أي أبعد مرتين مما هو مخطط له وأبعد بكثير عن تشغيل أي من الأجهزة العلمية الموجودة على متن المسبار، ومع ذلك تُعد هذه المركبة الفضائية هي المركبة الأمريكية الأولى التي تبلغ المدار الشمسي.
وتألف المسبار القمري النهائي من فئة بايونير من أربع لوحات شمسية لوحات شمسية ذات عجلات تجديف تمتد من جسم مركبة فضائية لقمر صناعي مثبت حول محور كروي الشكل ويبلغ قطره مترًا واحدًا والذي كان مجهزًا لالتقاط صور لسطح القمر بنظام شبه تلفزيوني، وتقدير كتلة القمر وتضاريس القطبين، وتسجيل توزيع وسرعة الجسيمات النيزكية الدقيقة، ودراسة الإشعاعات، وقياس المجالات المغناطيسية، واكتشاف الموجات الكهرومغناطيسية ذات التردد المنخفض في الفضاء واستخدام نظام دفع للمناورة ودخول المدار أيضًا. لم يستمر بقاء أي من المركبات الفضائية الأربع التي تم بناؤها ضمن هذه السلسلة من المسابر إلى ما بعد الإطلاق على الصاروخ البالستي العابر للقارات أطلس المزود بالمرحلة العلوية من آبل.
وعقب مسابر أطلس-آبل بايونير غير الناجحة، عكف قسم مختبر الدفع النفاث التابع لوكالة ناسا على برنامج تطوير مركبة فضائية غير مأهولة يمكن استخدام تصميمها لدعم بعثات استكشاف القمر وما بين الكواكب. وكانت الإصدارات الخاصة باستكشاف الكواكب تُعرف باسم مارينرز؛ والإصدارات الخاصة باستكشاف القمر كانت من فئة رينجرز. وصمم قسم مختبر الدفاع النفاث (JPL) ثلاثة إصدارات من مسابر رينجر لاستكشاف القمر: النماذج الأولية لمسبار بلوك 1، التي من المقرر لها أن تحمل أجهزة الكشف الإشعاعية في رحلات تجريبية إلى مدار حول الأرض على ارتفاعات كبيرة جدًا والتي لم تأت قريبة من أي مكان من القمر؛ وبلوك 2، الذي كان من المقرر له محاولة إنجاز أول هبوط على سطح القمر عن طريق إنزال صعب لحزمة مقياس الزلازل؛ وبلوك 3، الذي كان من المقرر له الاصطدام بسطح القمر دون استخدام أي صواريخ كبح أثناء التقاط صور فوتوغرافية عالية الدقة واسعة النطاق للقمر أثناء الهبوط.

### مهام مركبة رينجر الفضائية
كانت بعثات المركبة الفضائية 1 و2 وبلوك 1 متطابقة تقريبًا. وشملت التجارب على متن هذه المركبات الفضائية التلسكوب من نوع إتش-ألفا، مقياس مغناطيسي ببخار الروبيديوم، ومحللات الكهرباء الاستاتيكية وكاشفات الجسيمات متوسطة المدى، واثنين من التلسكوبات المتزامنة الثلاثية وغرفة تأيين لدمج الأشعة الكونية، وكاشفات الغبار الكوني، وعدادات الومضات. وكان الهدف يتمثل في وضع المركبة الفضائية بلوك 1 في مدار الأرض على مسافة مرتفعة جدًا عند المستوى الأقصى 110,000 كيلومتر (68,000 ميل) والمستوى الأدنى البالغ 60,000 كيلومتر (37,000 ميل).

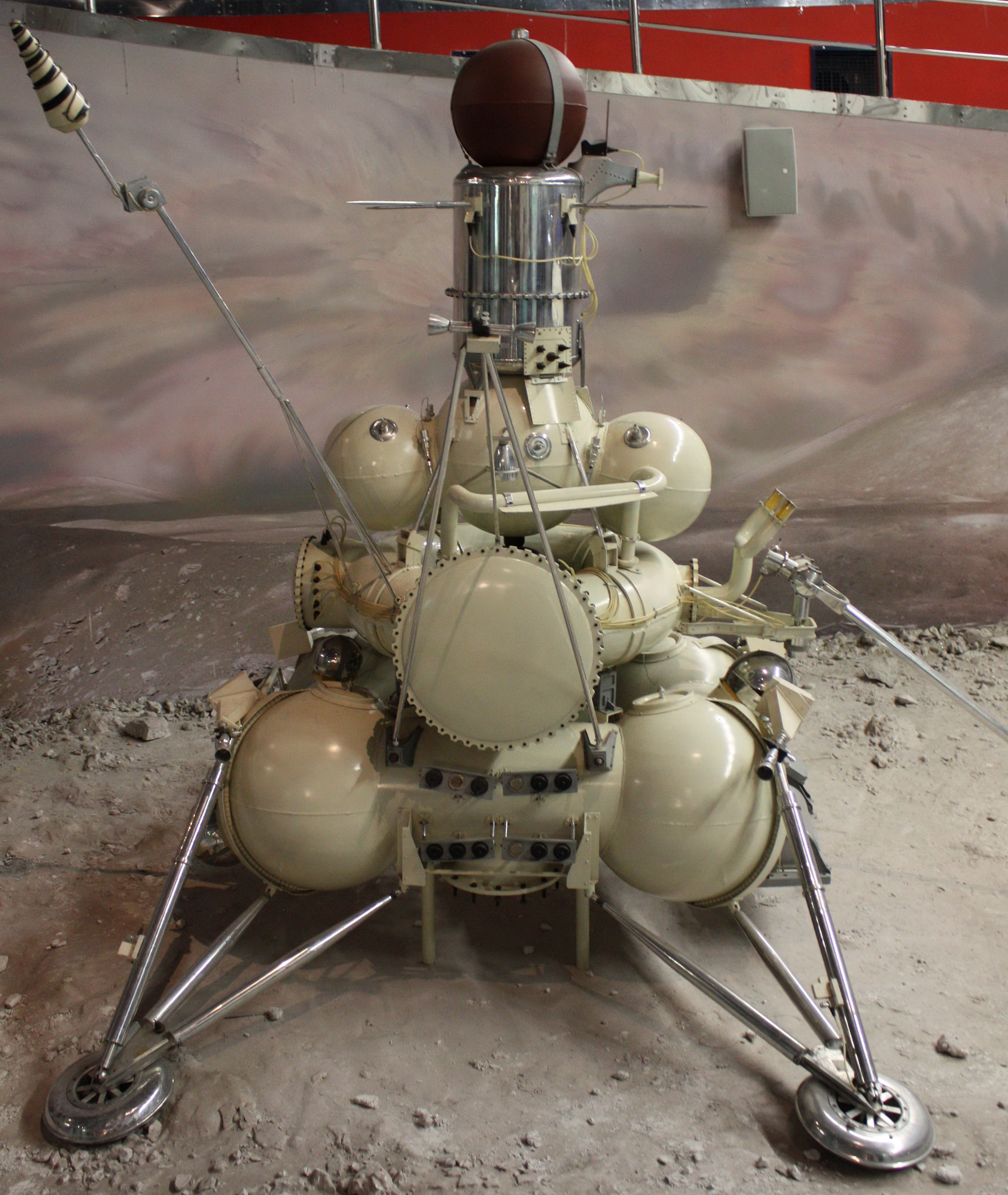
نموذج من آلة هبوط للمركبة الفضائية لونا 16

من هذا المنطلق، يمكن للعلماء إجراء قياسات مباشرة للغلاف المغناطيسي على مدى فترة زمنية تمتد على مدار عدة أشهر في حين توصل المهندسون إلى أساليب جديدة لتتبع المركبة الفضائية والتواصل معها بشكل روتيني عبر هذه المسافات الكبيرة. وكانت هذه الممارسة مهمة للغاية للتأكد من التقاط صور تلفزيونية عالية النطاق الترددي من القمر خلال نافذة زمنية مدتها 15 دقيقة في عمليات الهبوط اللاحقة على سطح القمر للمركبة الفضائية بلوك 2 وبلوك 3. وعانت بعثات بلوك 1 من إخفاقات المرحلة العلوية للمركبة الفضائية أجينا ولم تغادر مطلقًا مدار الانتظار المنخفض بعد عملية الإطلاق؛ واحترقت عند إعادة الدخول بعد بضعة أيام فقط.
وجرت أولى محاولات الهبوط على سطح القمر في عام 1962م خلال بعثات المركبات الفضائية رينجر 3 و4 و5 التي أرسلتها الولايات المتحدة الأمريكية. وجميع المركبات الأساسية الثلاث لبعثات بلوك 2 كانت ذات ارتفاع يبلغ 3.1 أمتار وتتألف من كبسولة للهبوط على القمر مغطاة بواق خشبي من التصادم، ويبلغ قطرها 650 ملم، ومحرك دفع أحادي وصاروخ كابح ذي قوة دفع تبلغ 5080 رطلاً (22.6 kN)، وقاعدة سداسية مطلية بالذهب والكروم يبلغ قطرها 1.5 متر. وتم تصميم جهاز الهبوط هذا (الذي يحمل اسم تونتو) لتوفير غطاء واق من التصادم باستخدام وسادة خارجية أو خشب قابل للتصادم وبطانة داخلية محشوة بسائل الفريون غير قابل للضغط. وتم تعويم محيط الحمولة التي تزن 42 كجم (56 رطلاً) وكانت تتمتع بحرية الدوران في خزان من سائل الفريون موجود في محيط الهبوط[بحاجة لمصدر].
وكان محيط الحمولة هذا يحتوي على ست بطاريات كادميوم فضية لتشغيل جهاز إرسال لاسلكي قدرته خمسين ميللي وات، وجهاز ذبذبة عالي الإحساس بدرجة الحرارة لقياس درجات حرارة سطح القمر، ومقياس زلازل تم تصميمه بدرجة عالية من الحساسية على نحو كافٍ للكشف عن ارتطام نيزك يبلغ وزنه 5 أرطال على الجانب الآخر من القمر. وجرى توزيع الوزن في محيط الحمولة بحيث يدور في الوسادة السائلة لوضع مقياس الزلازل في وضع عمودي وتشغيلي بغض النظر عن التوجه النهائي لمحيط الهبوط الخارجي. وبعد الهبوط ينبغي فتح المقابس بما يتيح للفريون التبخر واستقرار محيط الحمولة في وضع تلامس عمودي مع محيط الهبوط. وتم تجهيز البطاريات للسماح بتشغيل الأجهزة الموجودة في محيط الحمولة لمدة تصل إلى 3 أشهر. والعديد من قيود البعثات قصرت موقع الهبوط على منطقة Oceanus Procellarum على خط الاستواء القمري، الذي عادة ما تصل إليه مركبة الهبوط خلال 66 ساعة بعد الإطلاق.

لم يتم حمل أي كاميرات من قِبل مركبات الهبوط الخاصة بالمركبة الفضائية رينجر ولم يتم التقاط أي صور من سطح القمر خلال المهمة. بدلاً من ذلك، 3.1 متر (10 قدم) حملت السفينة الرئيسية الخاصة بالمركبة الفضائية بلوك 2 كاميرا تلفزيونية ذات 200 خط مسح ضوئي كان الغرض منها هو التقاط صور خلال الهبوط بالسقوط الحر إلى سطح القمر. وتم تصميم الكاميرا لإرسال صورة كل 10 ثوانٍ. وقبيل الهبوط وعند مسافة 5 و 0.6 كيلومتر (3.11 و 0.37 ميل) فوق سطح القمر، التقطت السفن الرئيسية التابعة للمركبة الفضائية رينجر صورة (التي يمكن رؤيتها هنا.

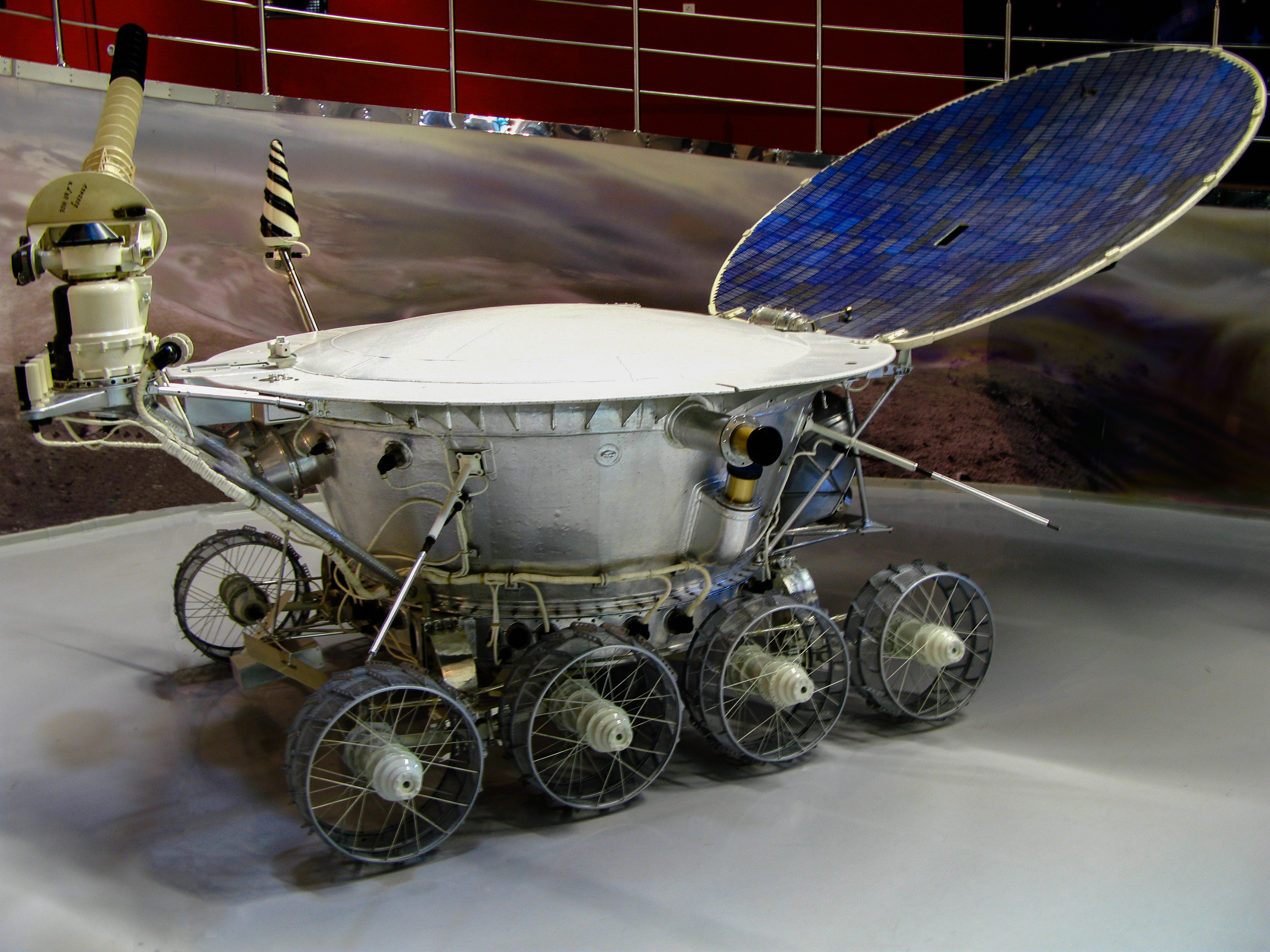
المركبة القمرية السوفيتية لونوخود، من السبعينيات من القرن العشرين.

وكان من بين الأجهزة الأخرى لجمع البيانات قبل ارتطام السفينة الرئيسية بالقمر مقياس طيف أشعة جاما لقياس التركيب الكيميائي القمري العام ومقياس الارتفاع الراداري. كان الغرض من مقياس الارتفاع الراداري إعطاء إشارة لإخراج كبسولة الهبوط والصاروخ الكابح الذي يعمل بالوقود الصلب من فوق السفينة الرئيسية للمركبة الفضائية بلوك 2. وكان الغرض من الصاروخ الكابح هو إبطاء محيط الهبوط حتى التوقف التام عند 330 متر (1,080 قدم) فوق السطح والانفصال، بما يتيح لمجال الهبوط السقوط الحر مرة أخرى والارتطام بالسطح[بحاجة لمصدر].
وعلى متن المركبة الفضائية رينجر 3، كان من شأن فشل نظام توجيه أطلس وخطأ في البرمجيات على متن المرحلة العليا من أجينا أن يضعوا المركبة الفضائية على مسار بعيدًا عن القمر. وفشلت محاولات التقاط صور للقمر خلال التحليق إلى ما وراء القمر بسبب فشل حاسوب الرحلة الموجود على متن المركبة أثناء الرحلة. وربما كان هذا بسبب التعقيم الحراري لمركبة الفضاء من خلال وضعها فوق نقطة غليان المياه لمدة 24 ساعة على الأرض، وذلك لحماية القمر من التلوث بجراثيم الأرض. وألقي باللائمة أيضًا على التعقيم الحراري للتسبب في حالات فشل لاحقة لحاسوب المركبة الفضائية رينجر 4 والنظام الفرعي للطاقة على متن المركبة رينجر 5. والمركبة الفضائية 4 فقط نجحت في بلوغ القمر في ارتطام غير خاضع للتحكم على الجانب الآخر من القمر.[بحاجة لمصدر]
وتوقف التعقيم الحراري لآخر أربعة مسابر من فئة بلوك 3.[بحاجة لمصدر] وتم استبدال كبسولة الهبوط الخاصة بالمركبة بلوك 2 وصاروخها الكابح بنظام تلفزيوني أثقل وأكثر قدرة لدعم عملية تحديد موقع الهبوط بالنسبة لرحلات أبولو المأهولة المرتقبة للهبوط على القمر. وتم تصميم ست كاميرات لالتقاط آلاف الصور من ارتفاع شاهق خلال فترة العشرين دقيقة الأخيرة قبل الهبوط على سطح القمر. وبلغت دقة الكاميرا 1132 خط مسح، وهي دقة أعلى بكثير من دقة الـ 525 خطًا التي كانت موجودة في التلفزيون المنزلي الأمريكي في عام 1964م. وبينما عانت المركبة الفضائية رينجر 6 اخفاقًا لنظام هذه الكاميرا ولم ترسل أي صور فوتوغرافية على الرغم من نجاح الرحلة، فإن رحلة المركبة رينجر 7 إلى Mare Cognitum كانت ناجحة تمامًا.
وأعتُبرت رحلة المركبة الفضائية رينجر 7، التي كسرت سلسلة الإخفاقات الممتدة على مدار ست سنوات في المساعي الأمريكية لتصوير القمر من مسافة قريبة، نقطة تحول على الصعيد الوطني وأمرًا هامًا في السماح بتمرير مخصصات وكالة ناسا في ميزانية 1965م وذلك من خلال كونغرس الولايات المتحدة دون تخفيض في الأموال المخصصة لبرنامج رحلات أبولو المأهولة للهبوط على القمر. وعززت النجاحات اللاحقة للمركبة الفضائية رينجر 8 ورينجر 9 من آمال الأمريكيين.

## الهبوط السلس غير المأهول للاتحاد السوفييتي (1966–1976)
| بعثة اتحاد الجمهوريات السوفيتية الاشتراكية | الكتلة (كج) | مركبة التقوية   | تم الإطلاق     | هدف المهمة           | نتيجة المهمة                                                                          | منطقة الهبوط   | خط العرض/خط الطول                |
| ------------------------------------------ | ----------- | --------------- | -------------- | -------------------- | ------------------------------------------------------------------------------------- | -------------- | -------------------------------- |
| لونا9-                                     | 1580        | سيميوركا – 8K78 | 31 يناير 1966  | الهبوط على سطح القمر | نجاح المهمة – أول هبوط سلس على سطح القمر، مع التقاط العديد من الصور الفوتوغرافية      | محيط العواصف   | 7.13 درجات شمالاً 64.37 درجة غربًا |
| لونا13-                                    | 1580        | سيميوركا – 8K78 | 21 ديسمبر 1966 | الهبوط على سطح القمر | نجاح المهمة – ثاني هبوط سلس على سطح القمر، مع التقاط العديد من الصور الفوتوغرافية     | محيط العواصف   | 18°52'شمالاً 62°3'غربًا            |
|                                            |             | بروتون          | 19 فبراير 1969 | مركبة استكشاف قمرية  | فشل – عطل في التقوية، إخفاق في الوصول إلى مدار الأرض                                  |                |                                  |
|                                            |             | بروتون          | 14 يوليو 1969  | إعادة عينة           | فشل – عطل في التقوية، إخفاق في الوصول إلى مدار الأرض                                  |                |                                  |
| لونا15-                                    | 5,700       | بروتون          | 13 يوليو 1969  | إعادة عينة           | فشل – التصادم على سطح القمر                                                           | بحر الشدائد    | غير معروف                        |
| كوزموس-300                                 |             | بروتون          | 23 سبتمبر 1969 | إعادة عينة           | فشل – الجنوح في مدار الأرض المنخفض                                                    |                |                                  |
| كوزموس305-                                 |             | بروتون          | 22 أكتوبر 1969 | إعادة عينة           | فشل – الجنوح في مدار الأرض المنخفض                                                    |                |                                  |
|                                            |             | بروتون          | 6 فبراير 1970  | إعادة عينة           | فشل – عطل في التقوية، إخفاق في الوصول إلى مدار الأرض                                  |                |                                  |
| لونا16-                                    | 5,600       | بروتون          | 12 سبتمبر 1970 | إعادة عينة           | نجاح المهمة – جلب 0.10 كجم من تربة القمر إلى الأرض                                    | بحر الخصوبة    | 000.68S 056.30E                  |
| لونا17-                                    | 5,700       | بروتون          | 10 نوفمبر 1970 | مركبة استكشاف قمرية  | نجاح المهمة – سافرت المركبة لونوخود-1 10.5 كم عبر سطح القمر                           | بحر الأمطار    | 038.28N 325.00E                  |
| لونا18-                                    | 5,750       | بروتون          | 2 سبتمبر 1971  | إعادة عينة           | فشل – التصادم على سطح القمر                                                           | بحر الخصوبة    | 003.57N 056.50E                  |
| لونا20-                                    | 5,727       | بروتون          | 14 فبراير 1972 | إعادة عينة           | نجاح المهمة – جلب 0.05 كجم من تربة القمر إلى الأرض                                    | بحر الخصوبة    | 003.57N 056.50E                  |
| لونا21-                                    | 5,950       | بروتون          | 8 يناير 1973   | مركبة استكشاف قمرية  | نجاح المهمة – سافرت المركبة لونوخود2- 37.0 كم عبر سطح القمر                           | فوهة لو مونييه | 025.85N 030.45E                  |
| لونا23-                                    | 5,800       | بروتون          | 28 أكتوبر 1974 | إعادة عينة           | فشل المهمة – تحقق الهبوط على سطح القمر، غير أن ثمّ خللاً حال دون جلب عينة من تربة القمر | بحر الشدائد    | 012.00N 062.00E                  |
|                                            |             | بروتون          | 16 أكتوبر 1975 | إعادة عينة           | فشل – عطل في التقوية، إخفاق في الوصول إلى مدار الأرض                                  |                |                                  |
| لونا24-                                    | 5,800       | بروتون          | 9 أغسطس 1976   | إعادة عينة           | نجاح المهمة – جلب 0.17 كجم من تربة القمر إلى الأرض                                    | بحر الشدائد    | 012.25N 062.20E                  |

حققت المركبة الفضائية لونا 9، التي أطلقها الاتحاد السوفيتي، أول هبوط سهل على سطح القمر في 3 فبراير. واستطاعتالوسائد الهوائية حماية الكبسولة القابلة للانبثاق البالغ وزنها 99 كيلوغرام (218 رطل) التي قاومت سرعة الارتطام التي تزيد على 15 متر في الثانية (54 كم/س). وكررت المركبة الفضائية لونا 13 هذا الإنجاز حيث نجحت في تحقيق هبوط مشابه على سطح القمر في 24 ديسمبر 1966. ونجحت في إعادة صور فوتوغرافية بانورامية التي كانت تُعد أولى المناظر التي تأتي من سطح القمر.
وكانت لونا 16 أول مسبار روبوتي يهبط على القمر ويجلب معه عينة من تربة القمر إلى الأرض. وكانت هذه الرحلة تمثل أولى الرحلات المخصصة لجلب عينة من سطح القمر من قِبل الاتحاد السوفيتي، وثالث مهمة لجلب عينة قمرية بشكل عام، عقب رحلات أبولو 11 وأبولو 12. وتكررت هذه المهمة بنجاح من قِبل المركبة الفضائية لونا 20 (1972) والمركبة الفضائية لونا 24 (1976).
وفي عامي 1970 و1973، تم إرسال اثنتين من المركبات الفضائية لونوخود («الرائد الفضائي الذي يمشي على القمر») الروبوتية القمرية إلى القمر، حيث نجحتا في العمل لمدة 10 و4 أشهر على التوالي، وغطتا 10.5 كم (لونوخود 1) و37 كم (لونوخود 2). وكانت هذه البعثات الاستكشافية تتم بالتزامن مع لسلسلة بعثات زوند ولونا للتحليق بالقرب من القمر والتحليق في مدار القمر والهبوط على سطح القمر.

## الهبوط السلس غير المأهول للولايات المتحدة (1966–1968)
كان برنامج سيرفيور الروبوتي الأمريكي جزءًا من الجهود الرامية إلى تحديد موقع آمن على سطح القمر لإجراء الهبوط البشري واختبار الظروف القمرية الفعلية والرادار ونظم الهبوط اللازمة لتحقيق عملية هبوط حقيقية خاضعة للتحكم. وحققت خمس بعثات من أصل سبع بعثات للمركبة الفضائية سيرفيور هبوطًا ناجحًا على سطح القمر. وتمت زيارة المركبة الفضائية سيرفيور 3 بعد هبوطها على سطح القمر بعامين من قِبل طاقم أبولو 12. وقام الفريق بإزالة أجزاء من المركبة لفحصها على كوكب الأرض لتحديد آثار التعرض طويل المدى للبيئة القمرية.
| بعثة الولايات المتحدة | الكتلة (كج) | مركبة التقوية | تم الإطلاق     | هدف المهمة           | نتيجة المهمة | منطقة الهبوط | خط العرض/خط الطول        |
| --------------------- | ----------- | ------------- | -------------- | -------------------- | --- | ------------ | ------------------------ |
| سيرفيور 1             | 292         | أطلس – قنطور  | 30 مايو 1966   | الهبوط على سطح القمر | نجاح المهمة – إرسال 11000 صورة إلى الأرض، وتحقيق أول هبوط أمريكي على سطح القمر                                                                        | محيط العواصف | 002.45 جنوبًا 043.22 غربًا |
| سيرفيور 2             | 292         | أطلس – قنطور  | 20 سبتمبر 1966 | الهبوط على سطح القمر | فشل المهمة – خلل بالمحرك في منتصف المسار، ووضع المركبة في مكان غير قابل للاسترداد، والتحطم جنوب شرق Copernicus Crater                                 | خليج ميدي    | 004.00 جنوبًا 011.00 غربًا |
| سيرفيور 3             | 302         | أطلس – قنطور  | 20 إبريل 1967  | الهبوط على سطح القمر | نجاح المهمة – إرسال 6000 صورة؛ وحفر خندق بعمق 17.5 سم بعد 18 ساعة من استخدام ذراع الروبوت                                                             | محيط العواصف | 002.94 جنوبًا 336.66 شرقًا |
| سيرفيور 4             | 282         | أطلس – قنطور  | 14 يوليو 1967  | الهبوط على سطح القمر | فشل المهمة – فقدان الاتصال اللاسلكي قبل الهبوط بـ 2.5 دقيقة؛ احتمال تحقق هبوط آلي مثالي على القمر غير أن النتيجة الفعلية غير معروفة                   | خليج ميدي    | غير معروف                |
| سيرفيور 5             | 303         | أطلس – قنطور  | 8 سبتمبر 1967  | الهبوط على سطح القمر | نجاح المهمة – إرسال 19000 صورة فوتوغرافية، وأول استخدام لجهاز رصد تكون التربة باستخدام أشعة ألفا                                                      | بحر الهدوء   | 001.41 شمالاً 023.18 شرقًا |
| سيرفيور 6             | 300         | أطلس – قنطور  | 7 نوفمبر 1967  | الهبوط على سطح القمر | نجاح المهمة – إرسال 30000 صورة فوتوغرافية، استخدام ذراع الروبوت وعلوم مشتت أشعة ألفا، وإعادة تشغيل المحرك، وهبوط ثانٍ بعيدًا عن الهبوط الأول بـ 2.5 متر | خليج ميدي    | 000.46 شمالاً 358.63 شرقًا |
| سيرفيور 7             | 306         | أطلس – قنطور  | 7 يناير 1968   | الهبوط على سطح القمر | نجاح المهمة – إرسال 21000 صورة، استخدام ذراع الروبوت وعلوم مشتت أشعة ألفا؛ والكشف عن أشعة الليزر من الأرض                                             | تايكو كريتر  | 041.01 حنوبًا 348.59 شرقًا |

## الانتقال من الهبوط التصاعدي المباشر إلى العمليات المدارية القمرية

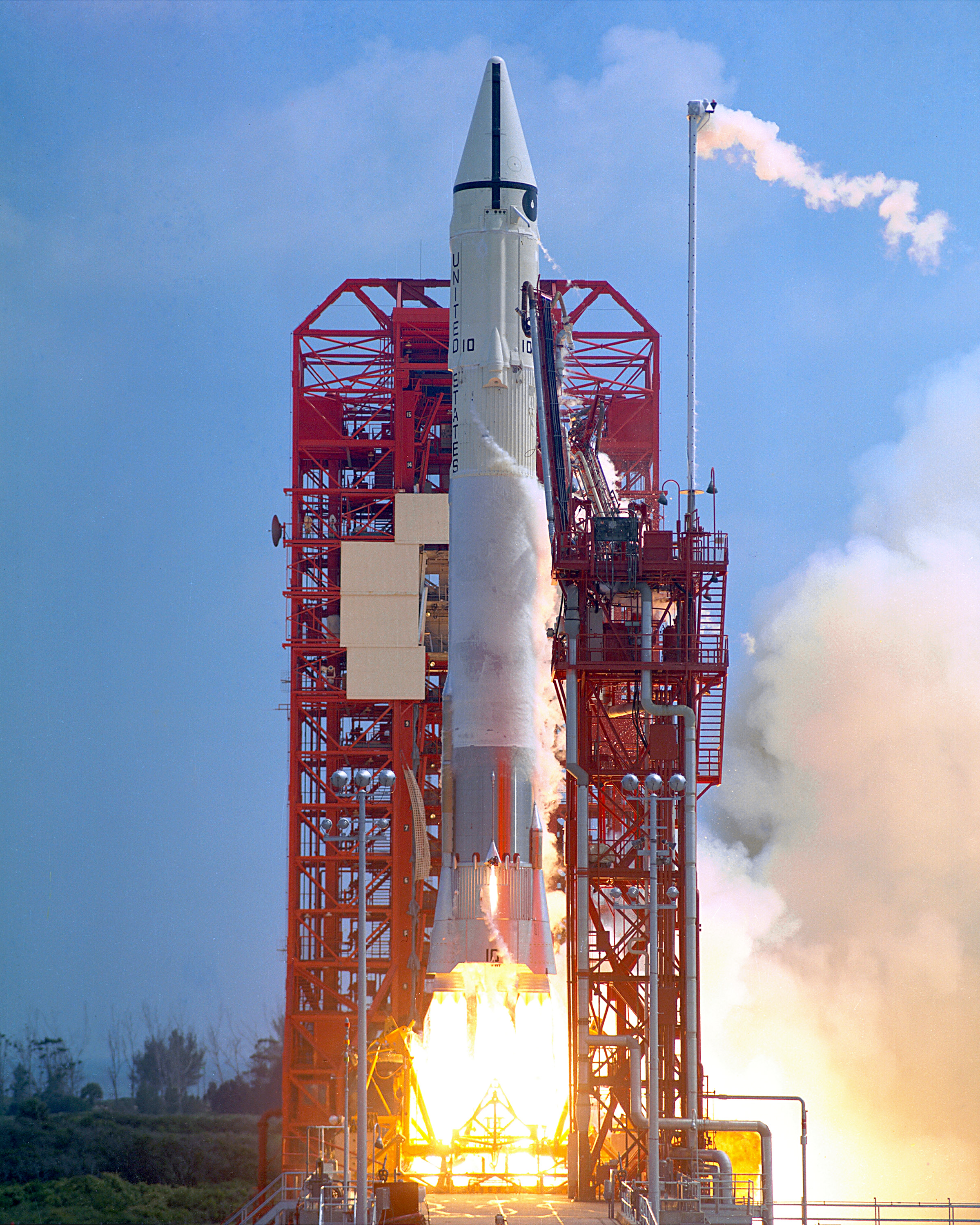
إطلاق سيرفيور 1.

في غضون أربعة أشهر من بعضها البعض في أوائل 1966 أنجز كل من الاتحاد السوفيتي والولايات المتحدة عمليات هبوط ناجحة على سطح القمر باستخدام مركبات فضائية غير مأهولة. وأظهر البلدان أمام عامة الناس قدرات تقنية متساوية تقريبًا عن طريق إرسال صور فوتوغرافية من سطح القمر. وقدمت هذه الصور إجابة تأكيدية هامة على السؤال الحاسم المتمثل في ما إذا كان من شأن التربة القمرية أن تدعم مركبات الهبوط المأهولة المرتقبة ذات الوزن الأكبر.
ومع ذلك، كان الإنزال الصعب للمحيط المجهز لتحمل الصدمات بواسطة المركبة الفضائية لونا 9 باستخدام وسائد هوائية بسرعة ارتطام بالستية تبلغ 30-ميل (48 كـم) في الساعة أكثر تشابهًا مع محاولات هبوط المركبة رينجر الفاشلة في عام 1962 وارتطاماتها المخطط لها بسرعة 100-ميل (160 كـم) في الساعة من الهبوط السهل للمركبة الفضائية سيرفيور 1 باستخدام الصاروخ الكابح للهبوط القابل للتوجيه والخاضع للتحكم بالرادار. وبينما كان كل من المركبة الفضائية لونا 9 والمركبة الفضائية سيرفيور 1 يُعد إنجازًا وطنيًا كبيرًا، استطاعت المركبة سيرفيور 1 فقط الوصول إلى موقع هبوطها باستخدام تقنيات هامة ستكون لازمة للرحلات المأهولة. وبالتالي، اعتبارًا من منتصف الستينيات، بدأت الولايات المتحدة تحرز تقدمًا على الاتحاد السوفيتي فيما يُسمى بسباق الفضاء لإنزال رجل على القمر.

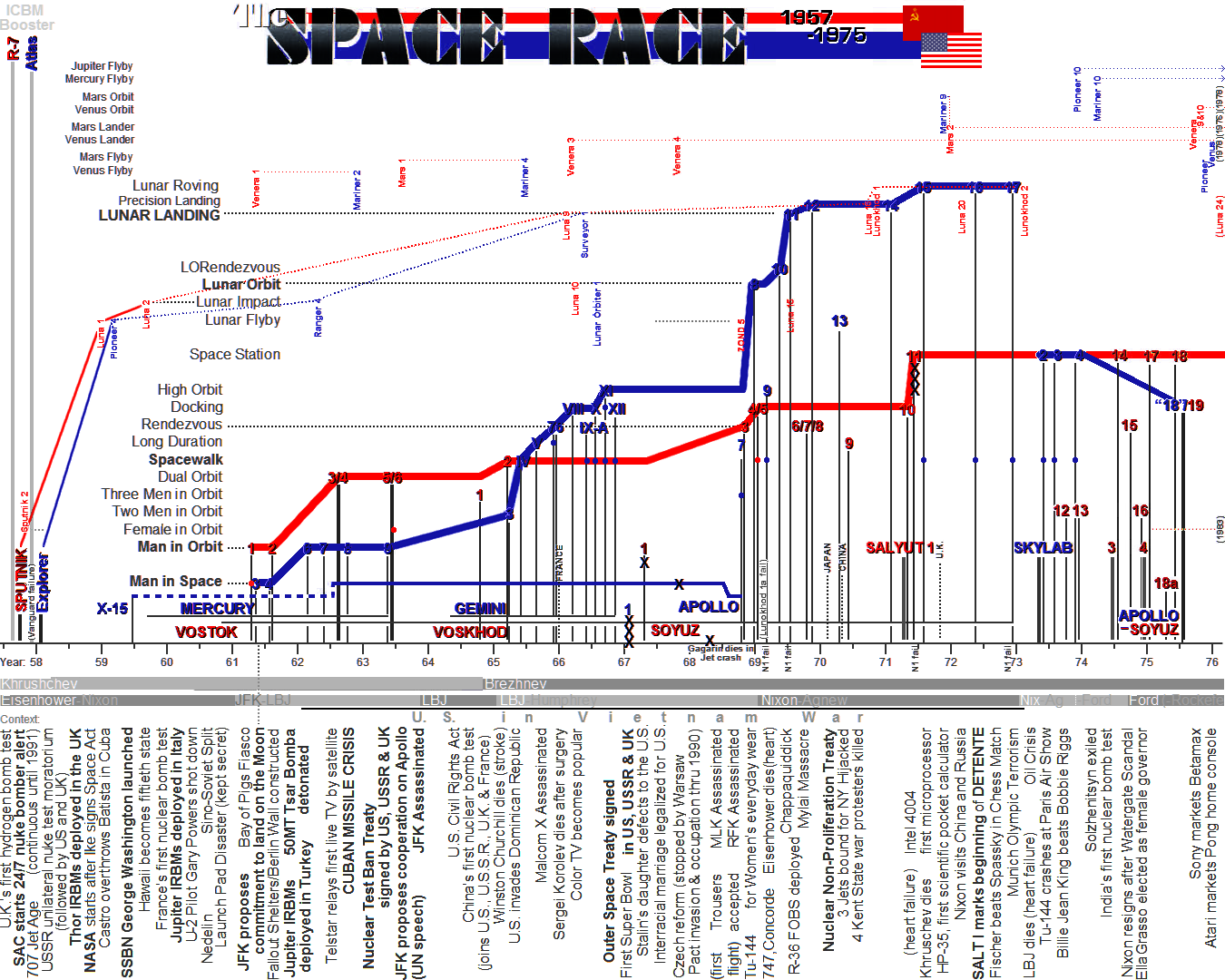
تسلسل زمني لسباق الفضاء بين عامي 1957 و1975، مع البعثات من الولايات المتحدة الأمريكية واتحاد الجمهوريات الاشتراكية السوفيتية.

وكان إحراز التقدم في مجالات أخرى ضروريًا قبل إرسال مركبات فضائية مأهولة عقب المركبات الفضائية غير المأهولة إلى سطح القمر. وكان تطوير الخبرات لتنفيذ عمليات الطيران في المدار القمري ذا أهمية خاصة. واستخدمت جميع محاولات المركبات الفضائية رينجر وسيرفيور ولونا للهبوط على القمر مسارات طيران من الأرض سارت مباشرة خلالها إلى سطح القمر دون وضع المركبة الفضائية في المدار القمري في بادئ الأمر. ومثل هذا الصعود المباشريستخدم حدًا أدنى من كمية الوقود اللازمة للمركبة الفضائية غير المأهولة خلال رحلة في اتجاه واحد.
في المقابل، تحتاج المركبات المأهولة وقودًا إضافيًا عقب الهبوط على القمر لتمكين رحلة العودة إلى الأرض بالنسبة للطاقم. وترك هذه الكمية الهائلة من الوقود اللازمة لرحلة العودة إلى الأرض في المدار القمري حتى استخدامه بشكل فعلي لاحقًا في المهمة أكثر كفاءة بكثير من أخذ الوقود إلى سطح القمر عند الهبوط على سطح القمر ثم أخذه مرة أخرى إلى الفضاء الأمر الذي يعني العمل ضد الجاذبية القمرية. وتؤدي مثل هذه الاعتبارات منطقيًا إلى وضع الخطوط العامة لرحلة ملتقى مدار القمر من أجل إجراء هبوط مأهول على سطح القمر.
وبناءً عليه، بدءًا من منتصف الستينيات تقدم كل من الولايات المتحدة واتحاد الجمهوريات الاشتراكية السوفيتية بشكل طبيعي نحو إرسال بعثات تميزت بإجراء عمليات في المدار القمري باعتبارها شرطًا مسبقًا أساسيًا لتحقيق هبوط مأهول على سطح القمر. وكانت الأهداف الرئيسية لهذه الرحلات المبدئية غير المأهولة تتمثل في رسم الخرائط الفوتوغرافية واسعة النطاق لكامل سطح القمر لتحديد مواقع الهبوط المأهول، وبالنسبة للسوفييت، فحص إعداد الاتصالات اللاسلكية التي سيتم استخدامها في عمليات الهبوط السهل في المستقبل.
ومن بين الاكتشافات الهامة غير المتوقعة من المركبات المدارية القمرية الأولية اكتشاف كميات هائلة من المواد الكثيفة أسفل سهول القمر. ويمكن لتركيزات الكتلة هذه («تركيزات الكتلة») إرسال المهمة المأهولة على نحو خطير خارج المسار خلال الدقائق النهائية للهبوط على سطح القمر عند استهداف منطقة هبوط صغيرة نسبيًا تكون سلسة وآمنة. كما تم اكتشاف أن تركيزات الكتلة على مدى فترة أطول من الزمن تسبب اضطرابًا للأقمار الصناعية منخفضة الارتفاع حول القمر، الأمر الذي يجعل مداراتها غير مستقرة والتسبب في حدوث تصادم حتمي على سطح القمر خلال فترة قصيرة نسبيًا تتراوح من شهور إلى سنوات قليلة. وبالتالي تصبح جميع الأقمار الصناعية للمركبات المدارية القمرية حتمًا «مركبات هبوط قمرية» غير مقصودة في نهاية مهامها.
ويمكن أن ينطوي التحكم في موقع الارتطام بالنسبة للمركبات المدارية القمرية على قيمة علمية. على سبيل المثال، في عام 1999 كانت هناك رغبة أن تصطدم المركبة المدارية لونار بروسبيكتور التابعة لوكالة ناسا عمدًا بمنطقة قاتمة بشكل دائم من Shoemaker Crater بالقرب من القطب الجنوبي للقمر. وكانت هناك آمال أن الطاقة الناتجة عن الارتطام سوف تعمل على تبخير كميات الجليد المخبأة المشتبه بها في الحفر وتحرير كميات بخار الماء التي يمكن الكشف عنها من الأرض. ولم تتم ملاحظة أي من هذه الكميات من البخار. ومع ذلك، تم إرسال قارورة صغيرة من الرماد من جسم العالم القمري الرائد يوجين شوميكر بواسطة المركبة الفضائية لونار بروسبيكتور إلى أحد الأماكن على سطح القمر سُمي على اسمه تكريمًا له - وحاليًا تُعتبر البقايا البشرية الوحيدة الموجودة على سطح القمر حتى الآن.

## الأقمار الصناعية الروسية العاملة في مدار القمر (1966-1974)
| بعثة اتحاد الجمهوريات السوفيتية الاشتراكية | الكتلة (كج) | مركبة التقوية | تم الإطلاق     | هدف المهمة            | نتيجة المهمة                                                                                             |
| ------------------------------------------ | ----------- | ------------- | -------------- | --------------------- | --- |
| كوزموس - 3                                 |             | مولنيا-إم     | 1 مارس 1966    | مركبة مدارية قمرية    | فشل – الجنوح في مدار الأرض المنخفض                                                                       |
| لونا10-                                    | 1,582       | مولنيا-إم     | 31 مارس 1966   | مركبة مدارية قمرية    | نجاح المهمة – 2738 كم x 2088 كم x 72 مدارًا، فترة 178 m، 60 يومًا من المهمة العلمية                        |
| لونا11-                                    | 1,640       | مولنيا-إم     | 24 أغسطس 1966  | مركبة مدارية قمرية    | نجاح المهمة – 2,931 كم x 1,898 كم x 27 مدارًا، فترة 178 m، 38 يومًا من المهمة العلمية                      |
| لونا12-                                    | 1,620       | مولنيا-إم     | 22 أكتوبر 1966 | مركبة مدارية قمرية    | نجاح المهمة – 2,938 كم x 1,871 كم x 10 مدارات، فترة 205 m، 89 يومًا من المهمة العلمية                     |
| كوزموس159-                                 | 1,700       | مولنيا-إم     | 17 مايو 1967   | اختبار النموذج الأولي | نجاح المهمة – اختبار معايرة لاسلكية لإعداد اتصالات الهبوط المأهول من مدار الأرض المرتفع                  |
|                                            |             | مولنيا-إم     | 7 فبراير 1968  | مركبة مدارية قمرية    | فشل المهمة – عطل في التقوية، إخفاق في الوصول إلى مدار الأرض - محاولة إجراء معايرة لاسلكية؟               |
| لونا14-                                    | 1,700       | مولنيا-إم     | 7 إبريل 1968   | مركبة مدارية قمرية    | نجاح المهمة – 870 كم x 160 كم x 42 مدارًا، فترة مدتها 160 m، مدار غير مستقر، إجراء اختبار معايرة لاسلكية؟ |
| لونا19-                                    | 5,700       | بروتون        | 28 سبتمبر 1971 | مركبة مدارية قمرية    | نجاح المهمة – 140 كم x 140 كم x 41 مدارًا، فترة 121 m، 388 يومًا من المهمة العلمية                         |
| لونا22-                                    | 5,700       | بروتون        | 29 مايو 1974   | مركبة مدارية قمرية    | نجاح المهمة – 222 كم x 219 كم x 19 مدارًا، فترة 130 m، 521 يومًا من المهمة العلمية                         |

لونا 10 أصبحت أول مركبة فضائية تدور في مدار القمر في 3 إبريل 1966.

## الأقمار الصناعية الأمريكية العاملة في مدار القمر (1966 - 1967)
| بعثة الولايات المتحدة | الكتلة (كج) | مركبة التقوية | تم الإطلاق    | هدف المهمة         | نتيجة المهمة                                                                                 |
| --------------------- | ----------- | ------------- | ------------- | ------------------ | -------------------------------------------------------------------------------------------- |
| لونار أوربيتر 1       | 386         | أطلس – أجينا  | 10 أغسطس 1966 | مركبة مدارية قمرية | نجاح المهمة – 1160 كم x 189 كم 12 مدارًا، فترة 208 m، 80 يومًا من مهمة التصوير الفوتوغرافي     |
| لونار أوربيتر 2       | 386         | أطلس – أجينا  | 6 نوفمبر 1966 | مركبة مدارية قمرية | نجاح المهمة – 1,860 كم x 52 كم 12 مدار، فترة 208 m، 339 يومًا من مهمة التصوير الفوتوغرافي     |
| لونار أوربيتر 3       | 386         | أطلس – أجينا  | 5 فبراير 1967 | مركبة مدارية قمرية | نجاح المهمة – 1,860 كم x 52 كم 21 مدارًا، فترة 208 m، 246 يومًا من مهمة التصوير الفوتوغرافي    |
| لونار أوربيتر 4       | 386         | أطلس – أجينا  | 4 مايو 1967   | مركبة مدارية قمرية | نجاح المهمة – 6,111 كم x 2,706 كم 86 مدارًا، فترة 721 m، 180 يومًا من مهمة التصوير الفوتوغرافي |
| لونار أوربيتر 5       | 386         | أطلس – أجينا  | 1 أغسطس 1967  | مركبة مدارية قمرية | نجاح المهمة – 6,023 كم x 195 كم 85 مدارًا، فترة 510 m، 183 يومًا من مهمة التصوير الفوتوغرافي   |

## الرحلات السوفيتية حول القمر (1967 - 1970)
من الممكن توجيه مركبة فضائية من الأرض بحيث تدور حول القمر وتعود إلى الأرض دون الدخول بشكل فعلي في مدار القمر، عقب ما يُسمى بـ مسار العودة الحر. ومثل هذه البعثات للدوران حول القمر أبسط من البعثات المدارية القمرية الفعلية نظرًا لأنه ليست هناك حاجة إلى صواريخ للكبح في المدار القمري والعودة إلى الأرض. ومع ذلك تشكل رحلة الدوران حول القمر المأهولة تحديات كبيرة تتجاوز تلك التي تشكلها رحلة مدار الأرض المنخفض المأهولة، التي تقدم دروسًا قيمة في الإعداد للهبوط المأهول على سطح القمر. ومن بين أكبر هذه التحديات هو تلبية مطالب إعادة الدخول في الغلاف الجوي للأرض لدى العودة من القمر.

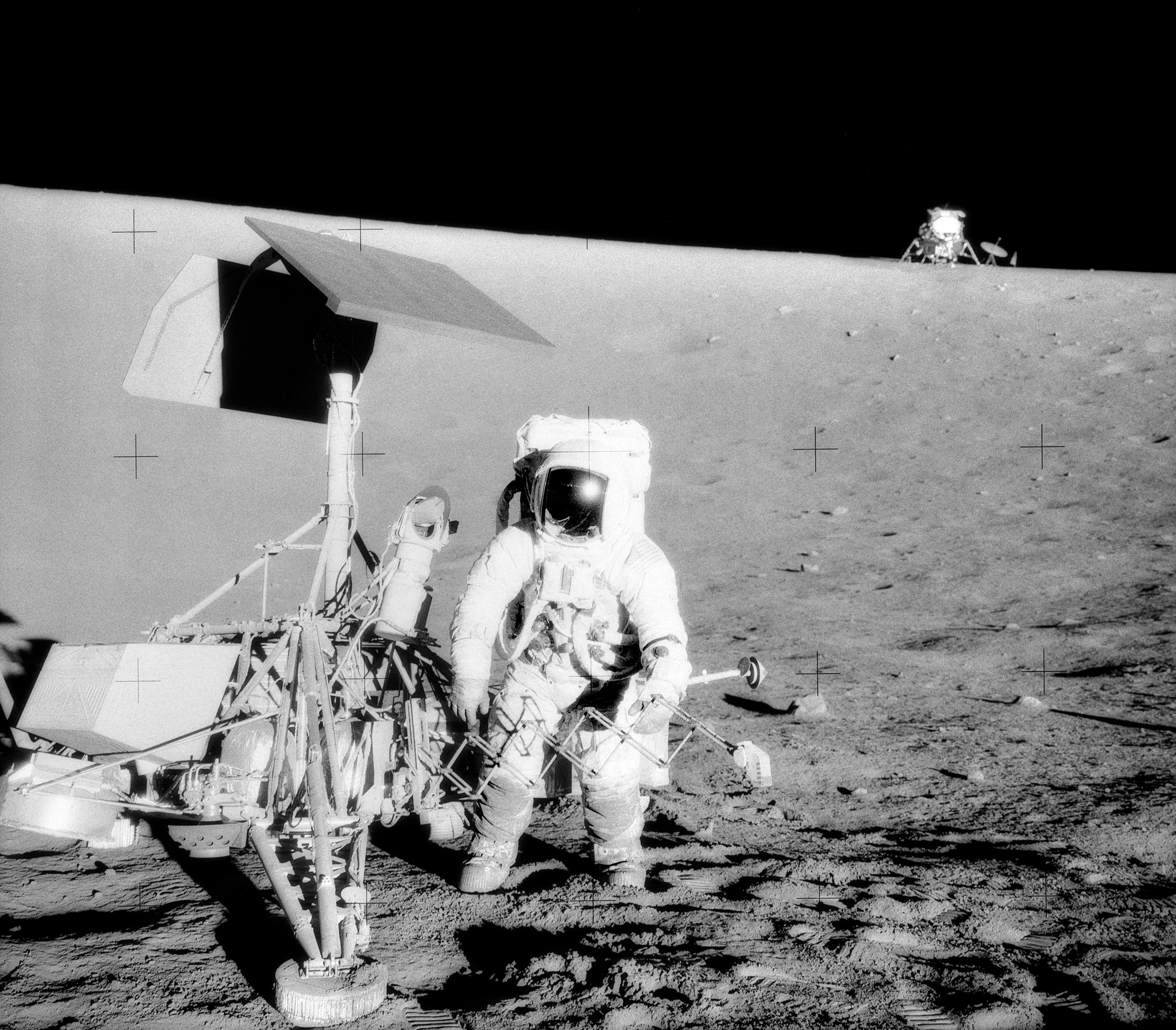
بيت كونراد (Pete Conrad)، قائد أبولو 12، يقف بجوار مركبة الهبوط سيرفيور 3. وفي الخلفية، توجد مركبة الهبوط أبولو 12 إنتريبيد.

والمركبات الفضائية المأهولة التي تدور حول مدار الأرض مثل مكوك الفضاء تعود إلى الأرض من سرعات تبلغ حوالي 17000 ميل في الساعة (27400 كم/ساعة، 7600 متر/ثانية). ونظرًا لتأثيرات الجاذبية، فإن المركبة العائدة من القمر ترتطم بالغلاف الجوي للأرض بسرعة كبيرة تبلغ حوالي 25000 ميل في الساعة (40200 كم/ساعة). ويمكن أن يكون الهبوط بتأثير الجاذبية على رواد الفضاء خلال التباطؤ في حدود التحمل البشري حتى خلال إعادة الدخول الشكلي. ويمكن أن تؤدي الاختلافات الطفيفة في مسار رحلة المركبة وزاوية إعادة الدخول خلال العودة من القمر إلى مستويات قاتلة من قوة التباطؤ.
والقيام برحلة مأهولة للدوران حول القمر قبل الهبوط المأهول على سطح القمر أصبح هدفًا أساسيًا للسوفييت مع برنامج المركبة الفضائية زوند الخاص بهم. وكانت أول ثلاث مركبات من زوند عبارة عن مسابر كوكبية غير مأهولة؛ وعقب ذلك، تم تغيير اسم زوند إلى برنامج مأهول منفصل كليًا. وكان التركيز الأولي لمركبات زوند المأهولة هو إجراء اختبارات شاسعة لتقنيات إعادة الدخول عالية السرعة. ولم يكن هذا هو محل تركيز الأمريكيين الذين اختاروا بدلاً من ذلك تجاوز نقطة انطلاق المهمة المأهولة للدوران حول القمر ولم يطوروا مطلقًا مركبة فضائية منفصلة لهذا الغرض.
ووضعت الرحلات الفضائية الأولية المأهولة في أوائل الستينيات شخصًا واحدًا في مدار الأرض المنخفض خلال برنامج فوستوك السوفيتي وبرنامج ميركيوري الأمريكي. واستخدم البرنامج الإضافي لبرنامج فوستوك الذي تكون من رحلتين والمعروف باسم فوسخود كبسولات فوستوك بشكل فعال مع مقاعدها لتحقيق أولى رحلات الفضاء السوفيتية التي تضم أطقمًا متعددة الأشخاص في عام 1964 وعمليات سير في الفضاء في أوائل عام 1965. وظهرت هذه القدرات لاحقًا من قِبل الأمريكيين في البعثات المدارية لمدار الأرض المنخفض الخاصة ببرنامج جيميني على مدى عامي 1965 و1966، وذلك باستخدام تصميم الجيل الثاني الجديد للمركبات الفضائية الذي يشبه قليلاً برنامج ميركيوري السابق. واستمرت بعثات برنامج جيمني هذه للتحقق من تقنيات حساسة الالتقاء والالتحام المداري الذي كان في غاية الأهمية لإجراء بعثة هبوط قمري مأهولة.
وبعد نهاية برنامج جيمني، بدأ الاتحاد السوفيتي في إرسال الجيل الثاني من المركبة الفضائية المأهولة زوند الخاصة بهم في عام 1967 بهدف وضع رائد فضاء حول في مدار القمر وإعادته على الفور من القمر إلى الأرض. وتم إطلاق المركبة الفضائية زوند مع صاروخ الإطلاق بروتون الأكثر بساطة والجاهز تشغيليًا بالفعل، على عكس الجهود السوفيتية الموازية للهبوط المأهول على القمر الجارية في ذلك الوقت استنادًا إلى الجيل الثالث من المركبة الفضائية سويوز التي تتطلب تطوير مركبة الدعم المتقدمة N-1. وبالتالي اعتقد السوفييت أن بمقدورهم إنجاز رحلة مأهولة حول مدار القمر باستخدام المركبة الفضائية زوند قبل سنوات من قيام الأمريكيين بإنجاز عمليات هبوط مأهول على سطح القمر وبذلك تحقيق انتصار دعائي. ومع ذلك، تسببت مشاكل تطويرية هامة في تأخير برنامج زوند وأدى نجاح برنامج أبولو الأمريكي للهبوط على القمر إلى إنهاء جهود برنامج زوند فعليًا.
ومثل برنامج زوند، تم إطلاق رحلات أبولو بصفة عامة استنادًا إلى مسار عودة حر من شأنه إعادة المركبات إلى الأرض عبر حلقة حول القمر في حال فشل خلل المركبة الفضائية السوفيتية في وضعها في مدار القمر كما هو مخطط. وتم تنفيذ هذا الخيار بعد وقوع انفجار على متن مهمة «بعثة» أبولو 13 في عام 1970، التي تُعد البعثة المأهولة الوحيدة التي تم تحليقها في حلق حول القمر حتى الآن.
| بعثة اتحاد الجمهوريات السوفيتية الاشتراكية | الكتلة (كج) | مركبة التقوية | تم الإطلاق     | هدف المهمة         | الحمولة                  | نتيجة المهمة |
| ------------------------------------------ | ----------- | ------------- | -------------- | ------------------ | ------------------------ | --- |
| كوزموس-146                                 | 5,400       | بروتون        | 10 مارس 1967   | مدار الأرض المرتفع | غير مأهولة               | نجاح جزئي – النجاح في الوصول إلى مدار الأرض المرتفع، لكن تقطعت بها السبل وباتت غير قادرة على إجراء اختبار إعادة الدخول في الغلاف الجوي بسرعة عالية خاضعة للتحكم                                                             |
| كوزموس-154                                 | 5,400       | بروتون        | 8 إبريل 1967   | مدار الأرض المرتفع | غير مأهولة               | نجاح جزئي – النجاح في الوصول إلى مدار الأرض المرتفع، لكن تقطعت بها السبل وباتت غير قادرة على إجراء اختبار إعادة الدخول في الغلاف الجوي بسرعة عالية خاضعة للتحكم                                                             |
|                                            |             | بروتون        | 28 سبتمبر 1967 | مدار الأرض المرتفع | غير مأهولة               | فشل – عطل في التقوية، إخفاق في الوصول إلى مدار الأرض |
|                                            |             | بروتون        | 22 نوفمبر 1967 | مدار الأرض المرتفع | غير مأهولة               | فشل – عطل في التقوية، إخفاق في الوصول إلى مدار الأرض |
| زوند-4                                     | 5,140       | بروتون        | 2 مارس 1968    | مدار الأرض المرتفع | غير مأهولة               | نجاح جزئي – تم الإطلاق بنجاح والوصول إلى ارتفاع بلغ 300000 كم في مدار الأرض المرتفع، حدوث خلل بتوجيه اختبار إعادة الدخول إلى الغلاف الجوي بسرعة عالية، وتدمير ذاتي متعمد لمنع السقوط خارج الاتحاد السوفيتي                  |
|                                            |             | بروتون        | 23 إبريل 1968  | حلقة حول القمر     | حمولة بيولوجية غير بشرية | فشل المهمة – خلل بمركبة الدعم، فشل الوصول إلى مدار الأرض؛ انفجار خزان إعداد الإطلاق يقتل ثلاثة من الطاقم |
| زوند5-                                     | 5,375       | بروتون        | 15 سبتمبر 1968 | حلقة حول القمر     | حمولة بيولوجية غير بشرية | نجاح المهمة – الدوران حول القمر، وإعادة الحمولة البيولوجية بشكل آمن إلى الأرض على الرغم من الهبوط خارج نطاق الهدف خارج أراضي الاتحاد السوفيتي في المحيط الهندي                                                              |
| زوند6-                                     | 5,375       | بروتون        | 10 نوفمبر 1968 | حلقة حول القمر     | حمولة بيولوجية غير بشرية | نجاح جزئي – الدوران حول القمر، إعادة الدخول في الغلاف الجوي بنجاح، غير أن فقدان ضغط الهواء في المقصورة تسبب في موت الحمولة البيولوجية، وتعطل نظام المظلة وتدمير شديد للمركبة عند الهبوط                                     |
|                                            |             | بروتون        | 20 يناير 1969  | حلقة حول القمر     | حمولة بيولوجية غير بشرية | فشل – عطل في التقوية، إخفاق في الوصول إلى مدار الأرض |
| زوند7-                                     | 5,979       | بروتون        | 8 أغسطس 1969   | حلقة حول القمر     | حمولة بيولوجية غير بشرية | نجاح المهمة – التحليق حول القمر، إعادة الحولة البيولوجية بآمان إلى الأرض والهبوط في نطق الهدف داخل الاتحاد السوفيتي. كان يمكن للطاقم البشري النجاة من قوة الجاذبية عند إعادة الدخول إلى الغلاف الجوي فقط على متن بعثة زوند. |
| زوند8-                                     | 5,375       | بروتون        | 20 أكتوبر 1970 | حلقة حول القمر     | حمولة بيولوجية غير بشرية | نجاح المهمة – الدوران حول القمر، وإعادة الحمولة البيولوجية بشكل آمن إلى الأرض على الرغم من الهبوط خارج نطاق الهدف خرج أراضي الاتحاد السوفيتي في المحيط الهندي                                                               |

كانت المركبة الفضائية زوند 5 المركبة الفضائية الأولى التي تحمل الحياة من الأرض إلى جوار القمر والعودة بها إلى الأرض، وبدء انطلاق المرحلة النهائية من سباق الفضاء باستخدام حمولة من السلاحف والحشرات والنباتات والبكتيريا. وعلى الرغم من الفشل الذي عانت منه خلال لحظاتها النهائية، تم اعتبار بعثة زوند 6 من قِبل وسائل الإعلام السوفيتية نجاحًا أيضًا. وعلى الرغم من الترحيب والإشادة في جميع أنحاء العالم واعتبارها إنجازات رائعة، فإن بعثات زوند حلقت بالفعل خارج مسار إعادة الدخول إلى الغلاف الجوي الأمر الذي أدى إلى تباطؤ القوة التي ستكون قاتلة حال وجود أطقم بشرية على متنها.
ونتيجة لذلك، خطط السوفييت سرًا لاستمرار اختبارات زوند غير المأهولة حتى تثبت موثوقيتها لدعم القيام برحلة مأهولة. ومع ذلك، وبسبب استمرار المشاكل التي تواجهها ناسا مع المركبة الفضائية القمرية، وبسبب تقارير سي آي إيه بشأن احتمال قيام السوفيت بإنجاز رحلة مأهولة حول القمر في أواخر 1968، أجرت وكالة ناسا تغييرًا مصيريًا على خطة رحلة أبولو 8 من اختبار مركبة فضائية قمرية للتحليق في مدار الأرض إلى بعثة مدارية قمرية كان مقرر لها في أواخر ديسمبر 1968.
وفي أوائل ديسمبر 1968 فُتحت نافذت الإطلاق إلى القمر لموقع الإطلاق السوفيتي في بايكونور، الأمر الذي منح الاتحاد السوفيتي الفرصة الأخيرة لتحقيق الفوز على الولايات المتحدة في سباقهما إلى القمر. وذهب رواد الفضاء في حالة تأهب وطُلب منهم إرسال المركبة الفضائية زوند آنذاك في العد التنازلي النهائي في بايكونور في أول رحلة مأهولة إلى القمر. وفي نهاية المطاف، على الرغم من ذلك، قرر المكتب السياسي السوفيتي أن مخاطر موت الطاقم كان أمرًا غير مقبول بالنظر إلى الأداء السيئ للمركبة الفضائية زوند/بروتون حتى ذلك الوقت ولذلك قرر تأجيل إطلاق البعثة السوفيتية المأهولة إلى القمر. وأثبت قرارهم أنه قرار حكيم، نظرًا لأنه قد تم تدمير بعثة زوند غير المأهولة في تجربة غير مأهولة أخرى عندما تم إطلاقها بعد عدة أسابيع.
بحلول هذا الوقت كانت رحلات الجيل الثالث من المركبات الفضائية لبرنامج أبولو الأمريكي قد بدأت. وكانت المركبة الفضائية أبولو، الأكثر قدرة بكثير من زوند، تتمتع بالقوة الصاروخية الضرورية للدخول إلى المدار القمري والخروج منه وإجراء التعديلات المسارية اللازمة لإعادة الدخول الآمن خلال العودة للأرض. وأجرت بعثة أبولو 8 أول رحلة مأهولة إلى القمر في 24 ديسمبر 1968، مؤكدة بذلك على صلاحية المركبة ساتيرن 5 للاستخدام المأهول والتحليق ليس في مدار حول القمر بل التحليق عشرة مدارات كاملة حول القمر قبل العودة بأمان إلى الأرض. وأجرت بعد ذلك المركبة الفضائية أبولو 10 بروفة كاملة للهبوط المأهول على القمر في مايو 1969. وتوقفت هذه المهمة لفترة قصيرة على ارتفاع عشرة أميال (16 كم) فوق سطح القمر، لإجراء رسم الخرائط اللازمة على ارتفاع منخفض لتركيزات الكتلة متغيرة المسار باستخدام مركبة قمرية نمطية ذات وزن زائد جعل من الصعب تحقيق هبوط ناجح. وبفشل المحاولة السوفيتية لإنجاز هبوط غير مأهول على سطح القمر لإعادة عينة عبر المركبة لونا 15 في يوليو 1969، كان الطريق ممهدًا للمركبة الأمريكية أبولو 11.

## عمليات الهبوط المأهولة على سطح القمر (1969-1972)

صاروخ ساتورن 5 الأمريكي وإن-1 السوفيتي.

### الإستراتيجية الأمريكية
نشأ البرنامج الأمريكي لاستكشاف القمر خلال فترة إدارة الرئيس آيزنهاور. وفي سلسلة من المقالات التي نُشرت في منتصف الخمسينيات في مجلة كولير، عمم فيرنر فون براون فكرة القيام برحلة مأهولة إلى القمر لإقامة قاعدة على سطح القمر. وفرض الهبوط المأهول على سطح القمر العديد من التحديات التقنية الهائلة أمام الولايات المتحدة واتحاد الجمهوريات الاشتراكية السوفيتية. فعلاوة على التحكم في التوجيه والوزن، كانت إعادة الدخول إلى الغلاف الجوي دون فرط ارتفاع درجة الحرارة التآكلي عقبة رئيسية. وبعد إطلاق الاتحاد السوفيتي للمركبة الفضائية سبوتنيك، روج فون براون لخطة لجيش الولايات المتحدة لإنشاء قاعدة عسكرية على سطح القمر بحلول 1965.
وعقب النجاحات السوفيتية المبكرة، لا سيما رحلة يوري جاجارين، بحث الرئيس الأمريكي جون إف كينيدي عن مشروع أمريكي من شأنه أن يأسر خيال الشعب الأمريكي. وطلب من نائب الرئيس ليندون جونسون تقديم توصيات بشأن مساعٍ علمية من شأنها أن تؤكد الريادة العالمية للولايات المتحدة. وتضمنت المقترحات خيارات غير فضائية مثل إقامة مشروعات ري هائلة لصالح العالم الثالث. وفي ذلك الوقت، كان السوفييت يمتلكون صواريخ أكثر قوة من صواريخ الولايات المتحدة، الأمر الذي منحهم ميزة في بعض أنواع بعثات السباق.
وأدى التقدم في تكنولوجيا الأسلحة النووية الأمريكية إلى الحصول على رؤوس حربية أصغر حجمًا وأقل وزنًا، وبالتالي الحصول على صواريخ ذات قدرات حمولة أقل حجمًا. وفي المقابل، كانت الأسلحة النووية السوفيتية أثقل بكثير، وتم تطوير الصاروخ القوي آر-7 لحملها. وكان من المقرر أن تعطي المزيد من البعثات معتدلة الإمكانات مثل التحليق حول القمر دون الهبوط أو إنشاء معمل فضائي في المدار (تم اقتراحهما من قِبل كينيدي لفو براون) ميزة أكثر للسوفييت، نظرًا لأنه سيتعين على الولايات المتحدة تطوير صاروخ ثقيل لمواكبة السوفييت. ومن شأن الهبوط على سطح القمر، مع ذلك، أن يأسر خيال العالم ليكون ذلك بمثابة دعاية.
مدركًا أن برنامج أبولو من شأنه أن يفيد اقتصاديًا معظم الولايات الرئيسية في الانتخابات القادمة - لا سيما مسقط رأسه ولاية تكساس لأن قاعدة ناسا كانت موجودة في هيوستن—دافع جونسون (Johnson) على برنامج أبولو. وكان الغرض من هذا الإجراء المشار إليه ظاهريًا هو تضييق «الفجوة الصاروخية» الخيالية بين الولايات المتحدة واتحاد الجمهوريات الاشتراكية السوفيتية، وكان ذلك وعدًا انتخابيًا في حملة كينيدي في انتخابات 1960. وأتاح مشروع أبولو استمرار تطوير التكنولوجيا ذات الاستخدام المزدوج.
كما نصح جونسون بأن اتحاد الجمهوريات الاشتراكية السوفيتية كان لديه فرصة جيدة لهزيمة الولايات المتحدة بالنسبة لأي شيء بخلاف الهبوط على سطح القمر. ولهذه الأسباب، اعتبر كينيدي مشروع أبولو التركيز المثالي للجهود الأمريكية في الفضاء. وأكد على ضمان استمرار التمويل، الأمر الذي وفر حماية للإنفاق الفضائي من استقطاع الضرائب لعام 1963 وتحويل الأموال من مشروعات وكالة ناسا الأخرى. وأثار هذا خوف مدير وكالة ناسا، جيمس إي ويب، الذي حث على تقديم الدعم لأعمال علمية أخرى.
كانت المركبة ساتورن 5 نقطة تحول رئيسية في محاولات الولايات المتحدة للهبوط على سطح القمر. وتتمتع المركبة ساتيرن بسجل مثالي حيث لم تفشل في ثلاث عشر عملية إطلاق.
وأيًا كان ما قاله سرًا، فإن كينيدي أراد رسالة مختلفة لكسب دعم الرأي العام لدعم ما كان يقوله وآرائه. وفي وقت لاحق من عام 1963، طلب كينيدي من نائب الرئيس جونسون بحث الفوائد التكنولوجية والعلمية المحتملة لبعثات القمر. وتوصل جونسون إلى أن الفوائد كانت محدودة، ولكن بمساعدة العلماء في وكالة ناسا، جمع حجة قوية، مشيرًا إلى الإنجازات الطبية المحتملة والصور الرائعة للأرض التي يتم التقاطها من الفضاء.
ولكي ينجح البرنامج، سيتعين على مؤيديه دحض انتقادات السياسيين سواء ممن ينتمون لليسار، الذين أرادوا مزيدًا من الأموال التي تُنفق على البرامج الاجتماعية، أو ممن ينتمون لليمين الذين فضلوا مشروع أكبر من الناحية العسكرية. وبالتأكيد على المردود العلمي واللعب على المخاوف من هيمنة السوفييت على الفضاء، تمكن كينيدي وجونسون من قلب الرأي العام: بحلول 1965، أيد 58 في المائة من الأمريكيين مشروع أبولو، بعدما كانوا 33 في المائة فقط قبل عامين. وبعدما أصبح جونسون الرئيس في عام 1963، أدى استمرار دفاعه عن البرامج إلى نجاح البرنامج في عام 1969، حسبما كان يأمل كينيدي.

### الإستراتيجية السوفيتية

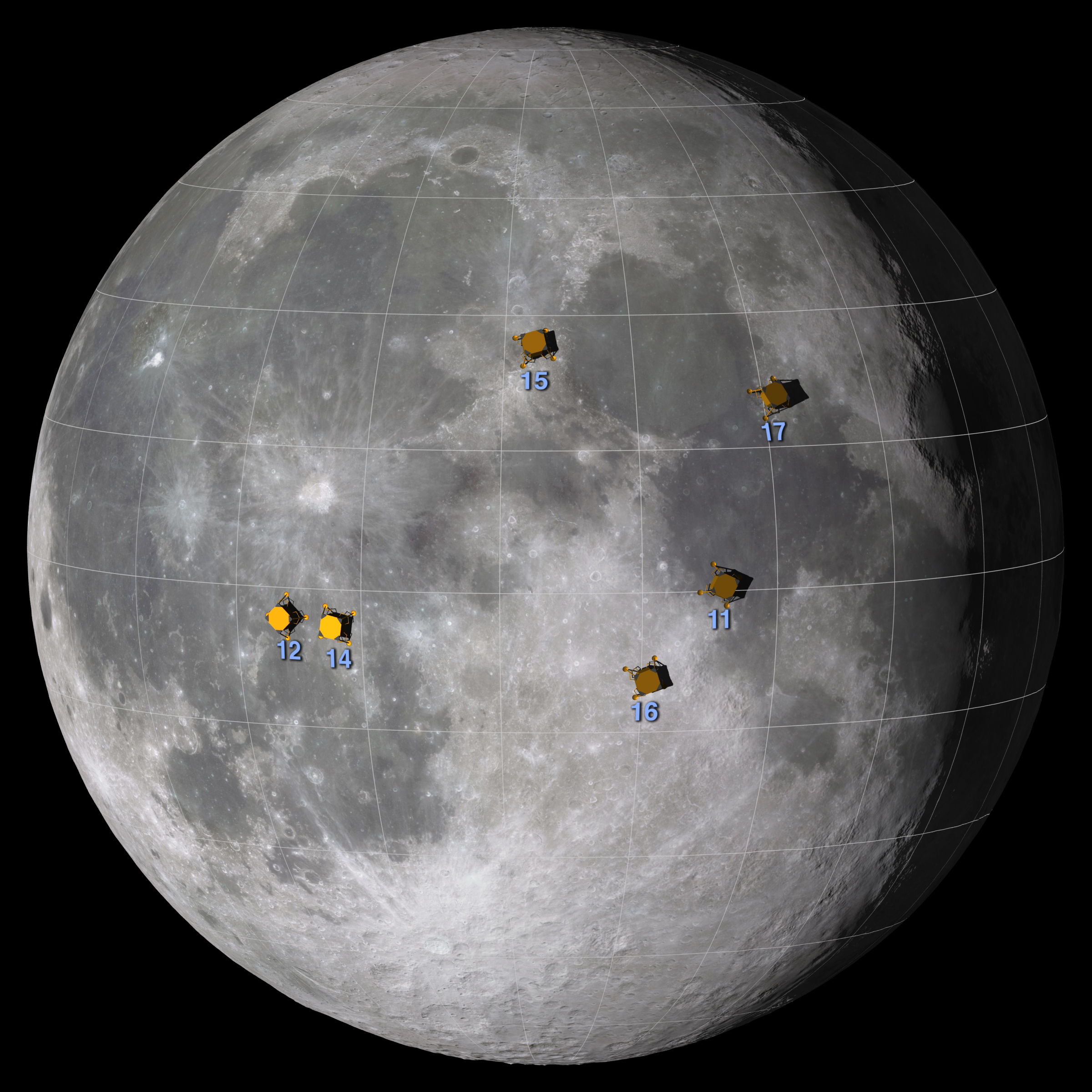
مواقع هبوط أبولو.

لم يرغب الزعيم السوفيتي نيكيتا خروشوف في التعرض لأي «هزيمة» من قِبل أي قوة أخرى، وبنفس القدر فإنه لم يرغب في تمويل مثل هذا المشروع المكلف. وفي أكتوبر 1963 قال إن الاتحاد السوفيتي «لا يعتزم في الوقت الحالي إجراء رحلات لرواد الفضاء إلى القمر»، بينما يصر على أن السوفييت لم ينسحبوا من السباق. وبعد عام آخر فقط، كرس الاتحاد السوفيتي نفسه لمحاولة الهبوط على سطح القمر، والتي فشلت في نهاية المطاف.
وفي نفس الوقت، اقترح كينيدي العديد من البرامج المشتركة، بما في ذلك إمكانية القيام بالهبوط على سطح القمر من قِبل رواد فضاء سوفييت وأمريكيين وتطوير الأقمار الصناعية لرصد الطقس. ورفض خروشوف، الذي استشعر محاولة كينيدي سرقة تكنولوجيا الفضاء الروسية، الفكرة: إذا أراد الاتحاد السوفيتي الذهاب إلى القمر، فسيذهب وحده. وبدأ كوروليوف، المصمم الرئيسي RSA، ترويج مركبة سويوز وصاروخ الإطلاق إن-1 الذي من شأنه أن يتمتع بالقدرة على القيام بعمليات هبوط مأهولة على سطح القمر.
ووجه خروشوف مكتب تصميم كوروليوف لترتيب أولويات الفضاء عن طريق تعديل تكنولوجيا المركبة الفضائية فوستوك الحالية، في حين بدأ فريق ثانٍ في بناء قاعدة إطلاق ومركبة فضائية جديدة، مركبة بوتون وزوند، للقيام برحلة مأهولة للقمر في عام 1966. وفي عام 1964، قدمت القيادة السوفيتية الجديدة الدعم لكوروليوف لبذل الجهود للهبوط على القمر وجعلت جميع مشروعات الهبوط المأهول تحت إدارتها.
وبموت كوروليوف وفشل أولى رحلات سويوز في عام 1967، سرعان ما تفكك تنسيق البرنامج السوفيتي للهبوط على سطح القمر وأنشأ السوفييت مركبة هبوط واختاروا رواد فضاء لبعثة من شأنها وضع ألكسي ليونوف على سطح القمر، ولكن مع حالات الفشل المتتالية لإطلاق مركبة الدعم N1 في عام 1969، عانت خطط القيام بعمليات هبوط مأهول تأجيلاً في بادئ الأمر ثم الإلغاء.

### بعثات أبولو
في الإجمالي، سافر 24 رائد فضاء أمريكيًا إلى القمر. ثلاثة منهم قاموا بالرحلة مرتين، ومشى اثنى عشر على سطح القمر. وكانت رحلة أبولو 8 عبارة عن بعثة مدارية قمرية فقط، وتضمنت بعثة أبولو 10 الانفصال وإدخال المدار الهابط (DOI)، متبوعًا بمرحلة LM وصولاً إلى إعادة إدخال CSM إلى الرصيف، بينما انتهى المطاف بمركبة أبولو 13، التي كان مقررًا لها في الأصل أن تكون مركبة هبوط، كمركبة تحليق إلى ما وراء القمر عن طريق مسار عودة حر؛ وبالتالي لم تقم أي من هذه البعثات بعمليات هبوط. ولم تغادر أبولو 7 وأبولو 9 مدار الأرض مطلقًا. وبصرف النظر عن المخاطر الكامنة لبعثات القمر المأهولة كما لوحظ مع أبولو 13، فإن أحد أسباب وقفها وفقًا لرائد الفضاء آلان بين هو التكلفة التي تفرضها في الإعانات الحكومية.

### محاولات الهبوط المأهولة على القمر
| اسم البعثة | مركبة الهبوط على القمر | تاريخ الهبوط على القمر | تاريخ الإطلاق من القمر | موقع الهبوط القمري | مدة البقاء على سطح القمر      | الطاقم                      | عدد الأنشطة خارج المركبة الفضائية | إجمالي وقت النشاط خارج المركبة الفضائية |
| ---------- | ---------------------- | ---------------------- | ---------------------- | ------------------ | ----------------------------- | --------------------------- | --------------------------------- | --------------------------------------- |
| أبولو 11   | إيجل                   | 20 يوليو 1969          | 21 يوليو 1969          | بحر السكون         | 21 ساعة و 31 دقيقة.           | نيل أرمسترونغ، بز ألدرين    | 1                                 | ساعتان و 31 دقيقة.                      |
| أبولو 12   | إنتريبيد               | 19 نوفمبر 1969         | 21 نوفمبر 1969         | محيط العواصف       | يوم واحد، 7 ساعات و 31 دقيقة. | تشارلز كونراد، آلان بين     | 2                                 | 7 ساعات و 45 دقيقة.                     |
| أبولو 14   | أنتاريس                | 5 فبراير 1971          | 6 فبراير 1971          | فرا مورو           | يوم واحد، 9 ساعات و 30 دقيقة. | آلان بي شيبارد، إيدجر ميتشل | 2                                 | 9 ساعات و 21 دقيقة.                     |
| أبولو 15   | فالكون                 | 30 يوليو 1971          | 3 أغسطس 1971           | هادلي ريل          | يومان، 18 ساعة و 55 دقيقة.    | ديفيد سكوت، جيمس إروين      | 3                                 | 18 ساعة و 33 دقيقة.                     |
| أبولو 16   | أوريون                 | 21 إبريل 1972          | 24 إبريل 1972          | مرتفعات ديكارت     | يومان، 23 ساعة ودقيقتان.      | جون يونغ، تشارلز دوك        | 3                                 | 20 ساعة و 14 دقيقة.                     |
| أبولو 17   | تشالنجر                | 11 ديسمبر 1972         | 14 ديسمبر 1972         | تاورس-ليترو        | 3 أيام، ساعتان و 59 دقيقة.    | يوجين سيرنان، هاريسون شميت  | 3                                 | 22 ساعة و 4 دقائق.                      |

### جوانب أخرى من هبوط مركبة أبولو على سطح القمر
على عكس المنافسات الدولية الأخرى، ظل سباق الفضاء غير متأثر بطريقة مباشرة بشأن الرغبة في التوسع الإقليمي. وبعد الهبوط الناجح على القمر، تنازلت الولايات المتحدة ضمنًا عن حق امتلاك أي جزء من القمر.
وطلب الرئيس ريتشارد نيكسون من كاتب الخطابات وليام سافير إعداد خطاب تعزية لإلقائه في حال تقطعت السبل بأرمسترونغ وألدرين على سطح القمر وتعذر إنقاذهما.
في الأربعينيات تنبأ الكاتب أرثر سي كلارك أن الإنسان سوف يصل إلى القمر بحلول 2000.
في 16 أغسطس 2006، ذكرت وكالة أسوشيتد برس وكالة ناسا تفتقد أشرطة التصوير التلفزيوني بالمسح الضوئي البطيء الأصلية (التي تم التقاطها قبل تحويلها للبث التلفزيوني التقليدي) من السير على القمر خلال بعثة أبولو 11. وذكرت بعض وكالات الأنباء بطريق الخطأ أن أشرطة التصوير التلفزيوني بالمسح الضوئي البطيء تم العثور عليها في غرب أستراليا، غير أن تلك الأشرطة كانت مجرد تسجيلات لبيانات من حزمة التجارب على سطح القمر لبعثة أبولو.

## عمليات الهبوط والمحاولات السلسة غير المأهولة في القرن الحادي والعشرين

### هايتن (اليابان)

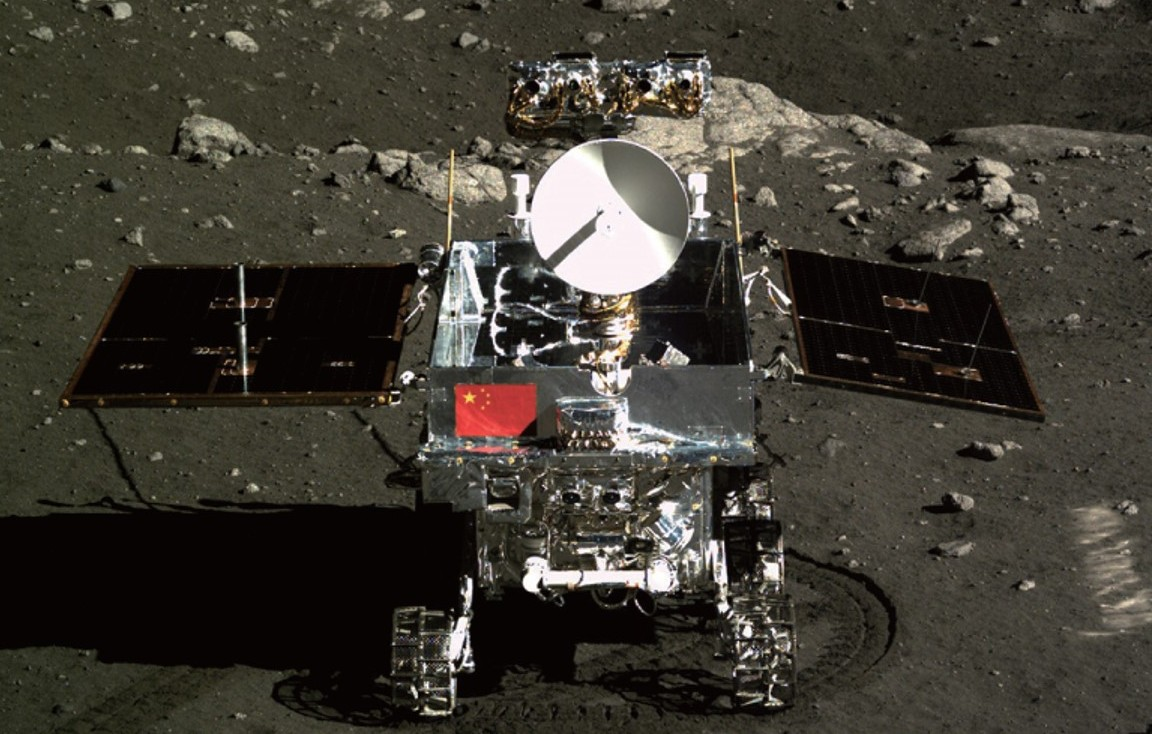
مركبة يوتو روفر على سطح القمر.

في نهاية مهمتها، صدرت أوامر بارتطام المركبة القمرية اليابانية هايتن بسطح القمر وتم ذلك في 10 إبريل 1993 في تمام الساعة 18:03:25.7 توقيت عالمي (11 إبريل 03:03:25.7 بتوقيت اليابان).

### سمارت-1 (وكالة الفضاء الأوروبية)
في نهاية مهمتها، أجرت المركبة الفضائية القمرية سمارت-1 التابعة لـ وكالة الفضاء الأوروبية تصادمًا خاضعًا للتحكم في القمر، بسرعة تُقدر بـ 2 كم/ثانية. وكان توقيت التصادم 3 سبتمبر 2006، في الساعة 5:42 بالتوقيت العالمي.

### تشاندرايان-1 (الهند)
كانت تشاندرايان-1 أول مسبار قمري غير مأهول تابعًا للهند. وتم إطلاقه من قِبل المنظمة الهندية لأبحاث الفضاء (ISRO) في أكتوبر 2008، وبقي المسبار قيد العمل حتى أغسطس 2009. وتم إطلاق البعثة، بما في ذلك مسبار قمري ومركبة تصادم، بواسطة مركبة إطلاق الأقمار الصناعية القطبية PSLV C11 في 22 أكتوبر 2008 من مركز ساتيش داوان الفضائي، سريهاريكوتا، مقاطعة نيلور، ولاية أندرا براديش، حوالي 80 كم شمال تشيناي، في 06:22 بتوقيت الهند (00:52 بالتوقيت العالمي). وكانت البعثة بمثابة دفعة قوية لبرنامج الهند الفضائي، حيث إن الهند أجرت أبحاثًا وطورت التكنولوجيا الخاصة بها من أجل استكشاف الفضاء. وتم إدخال المركبة بنجاح في المدار القمري في 8 نوفمبر 2008، والمسبار المسبار القمري، هبط بالقرب من شاكلتون كريتر في القطب الجنوبي من سطح القمر في 14 نوفمبر 2008، 20:31 بتوقيت الهند. وبلغت التكلفة المقدرة للمشروع 3.86 مليارات روبية هندية (80 مليون دولار أمريكي).
وكان المسبار الذي يزن 34 كيلو غرام (75 باوند)، والذي كان على شكل صندوق، يحمل ثلاثة أجهزة - نظام التصوير بالفيديو ومطياف الكتلة ومقياس الارتفاع الراداري. والتقط نظام التصوير بالفيديو صورًا لسطح القمر من ارتفاعات عالية، ونقل هذه الصور على مراحل إلى الأرض أثناء الهبوط. وقام جهاز مقياس الكتلة بأخذ قياسات للغلاف الجوي القمري الرقيق للغاية. وقام مقياس الارتفاع الراداري بقياس معدل هبوط المسبار إلى سطح القمر، واختبار تلك التقنية من أجل بعثات الهبوط السهل المستقبيلة. ولم يشمل المسبار صواريخ كابحة وتم تدميره عند ارتطامه بسطح القمر بسرعة مخطط له تبلغ.
وأكملت المركبة المدارية 3000 دورة وحصلت على 70000 صورة لسطح القمر. وأُرْسِلَت الصور أولاً إلى شبكة الفضاء السحيق الهندية الموجودة في بيالالو بالقرب من بنغالور، ثم إلى شبكة القياس عن بعد والتعقب والقيادة التابع لمنظمة أبحاث الفضاء الهندية في بنغالور. وتدعي المنظمة الهندية لأبحاث الفضاء أن مواقع الهبوط الخاصة ببعثات أبولو إلى القمر حُدِّدَت بواسطة المسبار باستخدام حمولات متعددة. وتم تحديد ستة من المواقع بما في ذلك ذاك الموقع الخاص بأبولو 11، أول بعثة جلبت بشرًا على القمر.
وأكد جهاز صانع الخرائط الخاصة بالمعادن على القمرالمقدم من قِبل وكالة ناسا، وجود الماء على سطح القمر. كذلك تم تأكيد هذا من قِبل مطياف الكتلة باستخدام مسبار MIP.

### تشانغ آه 1 (الصين)
نفذت المركبة المدارية الصينية تشانغ آه 1 ارتطامًا خاضعًا للتحكم بسطح القمر في 1 مارس 2009، 2044 بتوقيت جرينتش، بعد بعثة استمرت لمدة 16 شهرًا.

## الهبوط على أقمار أجرام أخرى من النظام الشمسي
أدى التقدم في استكشاف الفضاء خلال القرن الحادي والعشرين إلى توسيع تعريف "الهبوط على القمر" ليشمل الأجرام السماوية خارج قمر الأرض داخل النظام الشمسي. الجدير بالذكر أن مسبار هويجنز، وهو جزء من مهمة كاسيني-هويجنز إلى زحل، حقق هبوطًا ناجحًا على سطح القمر تيتان في عام 2005. وعلى نحو مماثل، اقترب المسبار السوفيتي فوبوس 2 على مسافة 120 ميلًا (190 كم) من الهبوط على قمر المريخ فوبوس في عام 1989، لكن الاتصال بمركبة الهبوط انقطع فجأة.
أطلقت مهمة روسية لإعادة العينات تُسمى فوبوس جرانت (حيث تعني كلمة"grunt" «التربة» باللغة الروسية) في نوفمبر 2011. ولكن المهمة اجهت صعوبات وظلت عالقة في مدار أرضي منخفض. أدى الاهتمام بالاستكشاف المستقبلي إلى مناقشات واهتمام واسع النطاق لإجراء هبوط قمري مستقبلاً على قمر المشتري المسمى أوروبا للقيام بعمليات حفر والبحث عن المياه السائلة في المحيطات تحت سطحه الجليدي.

## بعثات مستقبلية مقترحة

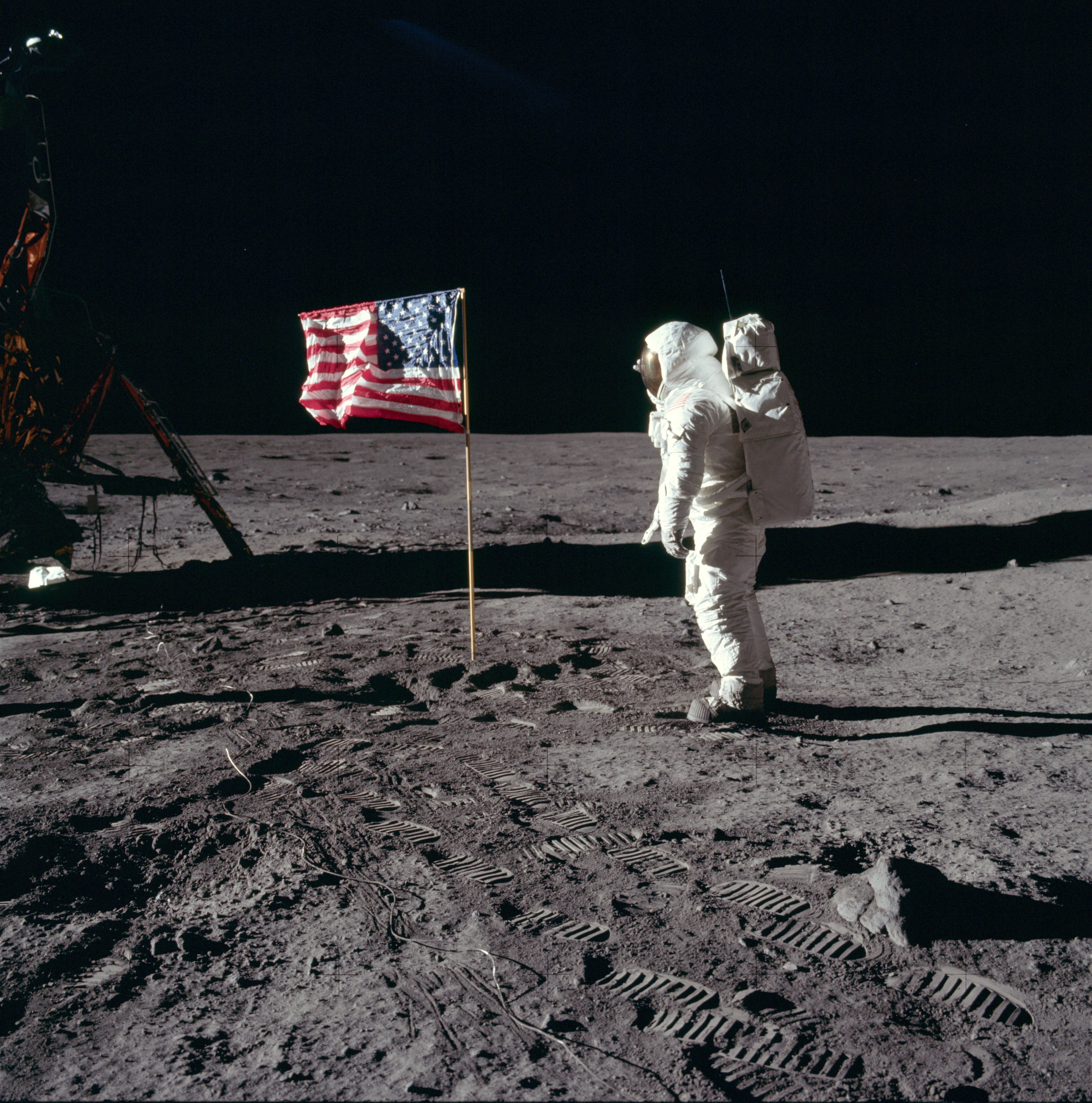
رائد الفضاء باز ألدرين، طيار المركبة الفضائية القمرية في أول بعثة هبوط على القمر، يقف لالتقاط صورة بجوار علم الولايات المتحدة خلال نشاط خارج المركبة الفضائية أبولو 11 (EVA) على سطح القمر.

تمثل مهمة استكشاف القطب القمري مفهومًا لمهمة فضائية روبوتية تعاونية تتضمن منظمة أبحاث الفضاء الهندية ووكالة الفضاء اليابانية. تهدف المهمة إلى إرسال مركبة قمرية ومركبة هبوط لاستكشاف منطقة القطب الجنوبي للقمر في عام 2025. ومن المتوقع أن تقدم وكالة استكشاف الفضاء اليابانية خدمات الإطلاق باستخدام صاروخ أتش 3 المستقبلي، إلى جانب المسؤولية عن المركبة الجوالة. من ناحية أخرى، ستكون منظمة أبحاث الفضاء الهندية مسؤولة عن مركبة الهبوط. بعد نجاح مهمة شاندريان 3، لدى منظمة أبحاث الفضاء الهندية أيضًا خطط لإطلاق شاندريان 4، وهي مهمة لإعادة عينة من القمر. من المحتمل أن تكون هذه المهمة هي الأولى التي تعيد التربة من الحوض القطبي الجنوبي الغني بالمياه بالقرب من نقطة شيف شاكثي. من المقرر الانتهاء من المهمة بحلول أواخر عام 2028. يشارك كلا البلدين بنشاط في برنامج أرتميس.
في 11 ديسمبر 2017، وقع الرئيس الأمريكي دونالد ترامب على توجيه سياسة الفضاء رقم 1، الذي يوجه وكالة ناسا للعودة إلى القمر بمهمة مأهولة "للاستكشاف والاستخدام على المدى الطويل"، بما في ذلك مهمات إلى كواكب أخرى. في 26 مارس 2019، أعلن نائب الرئيس مايك بنس رسميًا أن المهمة ستشمل أول رائدة فضاء على سطح القمر. يهدف برنامج أرتميس إلى إرسال مهمة مأهولة إلى القمر في عام 2024 وبدء عمليات مستدامة بحلول عام 2028، بدعم من البوابة القمرية المخطط لها.
يخطط برنامج استكشاف القمر الصيني لثلاث بعثات إضافية غير مأهولة من طراز "تشانغ إي" بين عامي 2025 و2028. وتشكل هذه المهام جزءا من الاستعدادات النشطة لمحطة أبحاث القمر الدولية التي تخطط الصين لبنائها بالتعاون مع روسيا وفنزويلا وباكستان والولايات المتحدة والإمارات العربية المتحدة في عام 2030. بالإضافة إلى ذلك، تعتزم وكالة الفضاء الصينية إجراء عمليات هبوط مأهولة على سطح القمر بحلول عام 2029 أو 2030. واستعدادا لهذا المسعى، تعمل العديد من وكالات الفضاء الصينية والمقاولين حاليا على تطوير مركبة إطلاق فائقة الثقل مصممة للاستخدام البشري (لونغ مارش 10)، وتطوير مركبة فضائية قمرية مأهولة جديدة، ومركبة هبوط مأهولة على سطح القمر.
أعلنت وكالة روسكوزموس الروسية عن خطط لإطلاق مركبة مدارية قطبية قمرية تحمل اسم لونا 26 في عام 2027.

## اتهامات بالخدعة
يصر بعض الناس أن هبوط بعثات أبولو على القمر كانت خدعة. وتشتد اتهاماتهم جزئيًا نظرًا لأن التوقعات الحماسية المتمثلة في أن عمليات الهبوط على سطح القمر ستصبح شائعة لم تتحقق بعد.[بحاجة لمصدر] ومع ذلك، تتوافر الأدلة التجريبية التي تثبت أن الهبوط المأهول على القمر قد حدث بالفعل. ويمكن لأي شخص على الأرض لديه جهاز ليزر وتلسكوب استرداد أشعة الليزر لثلاث مصفوفات عاكسة للأشعة تُركت على القمر من قِبل بعثة أبولو 11، و14 و15، للتحقق من استخدام تجربة المسافات القمرية بأشعة الليزر في مواقع هبوط بعثات أبولو على القمر الموثقة تاريخيًا وإثبات أن المعدات التي تم إنشاؤها على الأرض نُقِلَت بنجاح إلى سطح القمر. علاوة على ذلك، وفي أغسطس 2009 بدأ مستكشف القمر المداري التابع لوكالة ناسا في إرسال صور عالية الدقة لمواقع هبوط أبولو. وتظهر هذه الصور ليس فقط مراحل الهبوط الكبيرة لمركبات الهبوط القمرية التي تُركت ولكن أيضًا آثار مسارات سير رواد الفضاء وهم يسيرون على الأقدام في الغبار القمري.